# Wereldkampioenschap voetbal 2010 (kwalificatie AFC)
Namens de Aziatische bond AFC deden 43 landen mee aan de kwalificatie om vier en mogelijk vijf beschikbare plaatsen in de eindronde van het wereldkampioenschap voetbal 2010. Om te bepalen waar het vijfde ticket naartoe ging, werd een intercontinentale play-off gespeeld tussen een Aziatisch land en een land uit Oceanië. Nieuw-Zeeland zou uiteindelijk ten koste van Bahrein naar het wereldkampioenschap gaan.

## Opzet
Eerder was gepland dat in de laatste kwalificatieronde negen Aziatische teams zouden zitten en het beste land uit de Oceanische zone. Deze zouden worden verdeeld in 2 groepen van vijf waarbij de nummers 1 en 2 zich zouden plaatsen voor de eindronde en de nummers drie een beslissingswedstrijd zouden spelen om het vijfde ticket. Uiteindelijk is hiervan afgezien.
De opzet van het kwalificatietoernooi was vervolgens als volgt:
- Eerste ronde: van 43 naar 24 landen (8–28 oktober 2007)
- Tweede ronde: van 24 naar 20 landen (9–18 november 2007)
- Derde ronde: van 20 naar 10 landen (februari–juni 2008)
- Vierde ronde: van 10 naar 4 landen die zich kwalificeren en 2 die doorgaan naar de play-off
- Play-off: van 2 naar 1 land
- Beslissingswedstrijd tegen winnaar Oceanische zone

## Gekwalificeerde landen
Alle bij de AFC aangesloten landen deden mee aan de kwalificatie, op drie na:  Laos,  Brunei en de  Filipijnen. Australië probeerde zich nu voor het eerst via de AFC te plaatsen voor de eindronde. Eerder nam het aan de kwalificatie deel via de OFC.
| FIFA-lid    | Confederatie | Kwalificatie   | Kwal. datum  | Aantal dln. (incl. 2010) | Dln. op rij | Eerste dln. | Laatste dln. | Titels (excl. 2010) | Beste prestatie |
| ----------- | ------------ | -------------- | ------------ | ------------------------ | ----------- | ----------- | ------------ | ------------------- | --------------- |
| Australië   | AFC          | Eerste groep A | 6 juni 2009  | 3e                       | 2           | 1974        | 2006         | 0                   | Achtste finale  |
| Japan       | AFC          | Tweede groep A | 6 juni 2009  | 4e                       | 4           | 1998        | 2006         | 0                   | Achtste finale  |
| Zuid-Korea  | AFC          | Eerste groep B | 6 juni 2009  | 8e                       | 7           | 1954        | 2006         | 0                   | Vierde          |
| Noord-Korea | AFC          | Tweede groep B | 17 juni 2009 | 2e                       | 1           | 1966        | 1966         | 0                   | Kwartfinale     |

## Plaatsingslijst
Afhankelijk van de positie op de plaatsingslijst waren landen vrijgesteld van de eerste en/of tweede ronde. De ranglijst werd vastgesteld op basis van de resultaten tijdens de kwalificatie voor het wereldkampioenschap 2006.
- De teams 1–5 van de plaatsingslijst plaatsten zich direct voor de derde ronde
- De teams 6–24 van de plaatsingslijst speelden in de eerste ronde tegen een team dat op die lijst op de positie 25–43 staat.
- Van de teams die doorgingen na de eerste ronde, speelden de acht teams met de laagste plaats op de plaatsingslijst tegen elkaar. De overige landen gingen direct naar de derde ronde.

| Toplanden (1–5)                                              | Pot A (6–24) | Pot B (25–43) |
| ------------------------------------------------------------ | --- | --- |
| 1. Australië 2. Zuid-Korea 3. Saoedi-Arabië 4. Japan 5. Iran | 1. Bahrein 2. Oezbekistan 3. Koeweit 4. Noord-Korea 5. China 6. Jordanië 7. Irak 8. Libanon 9. Oman 10. Verenigde Arabische Emiraten 11. Qatar 12. Syrië 13. Palestina 14. Thailand 15. Turkmenistan 16. Tadzjikistan 17. Indonesië 18. Hongkong 19. Jemen | 1. Vietnam 2. Kirgizië 3. Malediven 4. India 5. Singapore 6. Sri Lanka 7. Maleisië 8. Chinees Taipei 9. Bangladesh 10. Macau 11. Pakistan 12. Afghanistan 13. Mongolië 14. Guam 15. Nepal 16. Cambodja 17. Bhutan 18. Myanmar 19. Oost-Timor |

## Eerste ronde
De loting voor de eerste ronde had plaats op 6 augustus 2007 op het hoofdkantoor van de AFC in Bukit Jalil, Maleisië. Teams uit de pot A werden willekeurig gekoppeld uit een team uit pot B. Na de loting trokken Guam
 en Bhutan zich terug. Hun tegenstanders, respectievelijk Indonesië en Koeweit, gingen door naar de volgende ronde.

### Wedstrijden
| Team 1      | Totaal       | Team 2                       | 1e wedstrijd | 2e wedstrijd |
| ----------- | ------------ | ---------------------------- | ------------ | ------------ |
| Pakistan    | 0–7          | Irak                         | 0–7          | 0–0          |
| Oezbekistan | 11–0         | Chinees Taipei               | 9–0          | 2–0          |
| Thailand    | 13–2         | Macau                        | 6–1          | 7–1          |
| Sri Lanka   | 0–6          | Qatar                        | 0–1          | 0–5          |
| China       | 11–0         | Myanmar                      | 7–0          | 4–0          |
| Bhutan      | w.o.         | Koeweit                      |              |              |
| Kirgizië    | 2–2 (p. 5–6) | Jordanië                     | 2–0          | 0–2          |
| Vietnam     | 0–6          | Verenigde Arabische Emiraten | 0–1          | 0–5          |
| Bahrein     | 4–1          | Maleisië                     | 4–1          | 0–0          |
| Oost-Timor  | 3–11         | Hongkong                     | 2–3          | 1–8          |
| Syrië       | 5–1          | Afghanistan                  | 3–0          | 2–1          |
| Jemen       | 3–2          | Malediven                    | 3–0          | 0–2          |
| Bangladesh  | 1–6          | Tadzjikistan                 | 1–1          | 0–5          |
| Mongolië    | 2–9          | Noord-Korea                  | 1–4          | 1–5          |
| Oman        | 4–0          | Nepal                        | 2–0          | 2–0          |
| Palestina   | 0–7          | Singapore                    | 0–4          | 0–3          |
| Libanon     | 6–3          | India                        | 4–1          | 2–2          |
| Cambodja    | 1–5          | Turkmenistan                 | 0–1          | 1–4          |
| Guam        | w.o.         | Indonesië                    |              |              |

|                                                  |          |                                                               |      |                                                                                     |
| 22 oktober 2007 «onderlinge duels» 19:30 (UTC+5) | Pakistan | 0 – 7                                                         | Irak | Punjabstadion, Lahore Toeschouwers: 2.500 Scheidsrechter: Kadyrbek Chynybekov (KGZ) |
| 22 oktober 2007 «onderlinge duels» 19:30 (UTC+5) |          | 19' Akram 24', 49', 88', 90' M. Karim 71' Ghulam 83' Mohammed |      | Punjabstadion, Lahore Toeschouwers: 2.500 Scheidsrechter: Kadyrbek Chynybekov (KGZ) |

|                                                  |      |       |          |                                                                                              |
| 28 oktober 2007 «onderlinge duels» 14:00 (UTC+3) | Irak | 0 – 0 | Pakistan | Abbasiyyinstadion, Damascus (Syrië) Toeschouwers: 8.000 Scheidsrechter: Saad Al Fadhli (KUW) |
| 28 oktober 2007 «onderlinge duels» 14:00 (UTC+3) |      |       |          | Abbasiyyinstadion, Damascus (Syrië) Toeschouwers: 8.000 Scheidsrechter: Saad Al Fadhli (KUW) |

Irak won met 7–0 over twee wedstrijden en plaatst zich voor de derde ronde van dit kwalificatietoernooi.
|                                                  |                                                                                   |       |                |                                                                                               |
| 13 oktober 2007 «onderlinge duels» 16:00 (UTC+5) | Oezbekistan                                                                       | 9 – 0 | Chinees Taipei | Central Army Stadium, Tasjkent Toeschouwers: 7.000 Scheidsrechter: Ali Hamad Al-Badwawi (UAE) |
| 13 oktober 2007 «onderlinge duels» 16:00 (UTC+5) | Shatskikh 4', 16', 34', 57', 77' Kapadze 26' Karpenko 43' Bakayev 54' Salomov 68' |       |                | Central Army Stadium, Tasjkent Toeschouwers: 7.000 Scheidsrechter: Ali Hamad Al-Badwawi (UAE) |

|                                                  |                |                        |             |                                                                                     |
| 28 oktober 2007 «onderlinge duels» 18:00 (UTC+8) | Chinees Taipei | 0 – 2                  | Oezbekistan | Zhongshanstadion, Taipei Toeschouwers: 800 Scheidsrechter: Tayeb Shamsuzzaman (BAN) |
| 28 oktober 2007 «onderlinge duels» 18:00 (UTC+8) |                | 79' Inomov 89' Suyunov |             | Zhongshanstadion, Taipei Toeschouwers: 800 Scheidsrechter: Tayeb Shamsuzzaman (BAN) |

Oezbekistan won met 11–0 over twee wedstrijden en plaatst zich voor de derde ronde van dit kwalificatietoernooi.
|                                                 |                                                                                |       |                   |                                                                                              |
| 8 oktober 2007 «onderlinge duels» 19:00 (UTC+7) | Thailand                                                                       | 6 – 1 | Macau             | Suphachalasaistadion, Bangkok Toeschouwers: 11.254 Scheidsrechter: Kadyrbek Chynybekov (KGZ) |
| 8 oktober 2007 «onderlinge duels» 19:00 (UTC+7) | Chaikamdee 12', 49' Dangda 21' Winothai 55' (pen.) Phetphun 82' Thonglao 90+1' |       | 23' Kin Seng Chan | Suphachalasaistadion, Bangkok Toeschouwers: 11.254 Scheidsrechter: Kadyrbek Chynybekov (KGZ) |

|                                                  |                     |       |                                                                          | |
| 15 oktober 2007 «onderlinge duels» 20:00 (UTC+8) | Macau               | 1 – 7 | Thailand                                                                 | Sports Field and Pavilion at MUST, Macau Toeschouwers: 500 Scheidsrechter: Abdulrahman Racho (SYR) |
| 15 oktober 2007 «onderlinge duels» 20:00 (UTC+8) | Kin Seng Chan 90+2' |       | 22' Dangda 39' Sukha 43' Surasiang 48' Thonglao 53', 57', 86' Chaikamdee | Sports Field and Pavilion at MUST, Macau Toeschouwers: 500 Scheidsrechter: Abdulrahman Racho (SYR) |

Thailand won met 13–2 over twee wedstrijden en plaatst zich voor de tweede ronde van dit kwalificatietoernooi.
|                                                     |           |           |       |                                                                                    |
| 21 oktober 2007 «onderlinge duels» 16:00 (UTC+5:30) | Sri Lanka | 0 – 1     | Qatar | Sugathadasastadion, Colombo Toeschouwers: 6.500 Scheidsrechter: Abdul Bashir (SIN) |
| 21 oktober 2007 «onderlinge duels» 16:00 (UTC+5:30) |           | 68' Soria |       | Sugathadasastadion, Colombo Toeschouwers: 6.500 Scheidsrechter: Abdul Bashir (SIN) |

|                                    |                                               |       |           |                                                                                          |
| 28 oktober 2007 «onderlinge duels» | Qatar                                         | 5 – 0 | Sri Lanka | Jassim Bin Hamadstadion, Doha Toeschouwers: 3.000 Scheidsrechter: Khalil Al Ghamdi (KSA) |
| 28 oktober 2007 «onderlinge duels» | Soria 4', 76' Bechir 17', 55' Al-Shammari 85' |       |           | Jassim Bin Hamadstadion, Doha Toeschouwers: 3.000 Scheidsrechter: Khalil Al Ghamdi (KSA) |

Qatar won met 6–0 over twee wedstrijden en plaatst zich voor de derde ronde van dit kwalificatietoernooi.
|                                                  |                                                                                    |       |         |                                                                                              |
| 21 oktober 2007 «onderlinge duels» 20:00 (UTC+8) | China                                                                              | 7 – 0 | Myanmar | Century Lotus Stadion, Foshan Toeschouwers: 21.000 Scheidsrechter: Abdulhameed Ebrahim (BHR) |
| 21 oktober 2007 «onderlinge duels» 20:00 (UTC+8) | Qu Bo 17', 81' Du Zhenyu 22' Yang Lin 58' Liu Jian 63' Li Jinyu 76' Li Weifeng 79' |       |         | Century Lotus Stadion, Foshan Toeschouwers: 21.000 Scheidsrechter: Abdulhameed Ebrahim (BHR) |

|                                                  |         |                                                                  |       | |
| 28 oktober 2007 «onderlinge duels» 16:00 (UTC+8) | Myanmar | 0 – 4                                                            | China | Kuala Lumpurstadion, Kuala Lumpur (Maleisië) Toeschouwers: 200 Scheidsrechter: Abdullah Balideh (QAT) |
| 28 oktober 2007 «onderlinge duels» 16:00 (UTC+8) |         | 13' Wu Wei'an 14' Liu Jian 35' Zheng Bin 39' (pen.) Zhang Yaokun |       | Kuala Lumpurstadion, Kuala Lumpur (Maleisië) Toeschouwers: 200 Scheidsrechter: Abdullah Balideh (QAT) |

China won met 11–0 over twee wedstrijden en plaatst zich voor de derde ronde van dit kwalificatietoernooi.
|  |        |     |         |  |
|  | Bhutan | w/o | Koeweit |  |
|  |        |     |         |  |

Bhutan trok zich terug, daardoor plaatste Koeweit zich voor de derde ronde.
|                                                  |                             |       |          |                                                                                   |
| 18 oktober 2007 «onderlinge duels» 15:30 (UTC+6) | Kirgizië                    | 2 – 0 | Jordanië | Spartakstadion, Bisjkek Toeschouwers: 18.000 Scheidsrechter: Subrata Sarkar (IND) |
| 18 oktober 2007 «onderlinge duels» 15:30 (UTC+6) | Esenkul Uulu 45' Bokoev 76' |       |          | Spartakstadion, Bisjkek Toeschouwers: 18.000 Scheidsrechter: Subrata Sarkar (IND) |

|                                                  |                                             |              |                                                        |                                                                                                   |
| 28 oktober 2007 «onderlinge duels» 19:00 (UTC+3) | Jordanië                                    | 2 – 0 (n.v.) | Kirgizië                                               | Amman International Stadium, Amman Toeschouwers: 12.000 Scheidsrechter: Abdulhameed Ebrahim (BHR) |
| 28 oktober 2007 «onderlinge duels» 19:00 (UTC+3) | Shelbaieh 34' Aqel 51' (pen.)               |              |                                                        | Amman International Stadium, Amman Toeschouwers: 12.000 Scheidsrechter: Abdulhameed Ebrahim (BHR) |
| 28 oktober 2007 «onderlinge duels» 19:00 (UTC+3) | Strafschoppen                               |              |                                                        | Amman International Stadium, Amman Toeschouwers: 12.000 Scheidsrechter: Abdulhameed Ebrahim (BHR) |
| 28 oktober 2007 «onderlinge duels» 19:00 (UTC+3) | Abu Alieh Bawab Abu Keshek Amer Aqel Bashar | 6 – 5        | Kudrenko Harchenko Samsaliev Sydykov Esenkul Uulu Amin | Amman International Stadium, Amman Toeschouwers: 12.000 Scheidsrechter: Abdulhameed Ebrahim (BHR) |

Na twee wedstrijden stond het gelijk (2–2) en moesten er strafschoppen genomen worden. Jordanië won dat met 6–5 en plaatst zich daarmee voor de derde ronde.
|                                                 |         |                   |                              |                                                                                              |
| 8 oktober 2007 «onderlinge duels» 20:30 (UTC+7) | Vietnam | 0 – 1             | Verenigde Arabische Emiraten | Mỹ Đình Nationaal Stadion, Hanoi Toeschouwers: 20.000 Scheidsrechter: Yuichi Nishimura (JPN) |
| 8 oktober 2007 «onderlinge duels» 20:30 (UTC+7) |         | 79' Basheer Saeed |                              | Mỹ Đình Nationaal Stadion, Hanoi Toeschouwers: 20.000 Scheidsrechter: Yuichi Nishimura (JPN) |

|                                                  |                                                                                |       |         | |
| 28 oktober 2007 «onderlinge duels» 19:00 (UTC+4) | Verenigde Arabische Emiraten                                                   | 5 – 0 | Vietnam | Mohammed Bin Zayidstadion, Abu Dhabi Toeschouwers: 12.000 Scheidsrechter: Subkhiddin Mohd Salleh (MAS) |
| 28 oktober 2007 «onderlinge duels» 19:00 (UTC+4) | Ismail Matar 13' Al-Mahri 40' Al-Shehhi 53' Al-Darmaki 90' Al-Kas 90+4' (pen.) |       |         | Mohammed Bin Zayidstadion, Abu Dhabi Toeschouwers: 12.000 Scheidsrechter: Subkhiddin Mohd Salleh (MAS) |

Verenigde Arabische Emiraten won met 6–0 over twee wedstrijden en plaatst zich voor de derde ronde van dit kwalificatietoernooi.
|                                                  |                                                      |       |                     |                                                                                          |
| 21 oktober 2007 «onderlinge duels» 18:00 (UTC+3) | Bahrein                                              | 4 – 1 | Maleisië            | Bahrain National Stadium, Manama Toeschouwers: 4.000 Scheidsrechter: Yang Zhiqiang (CHN) |
| 21 oktober 2007 «onderlinge duels» 18:00 (UTC+3) | Fatadi 4' John 15' Abdulrahman 55' Hubail 90' (pen.) |       | 45+2' Bunyamin Omar | Bahrain National Stadium, Manama Toeschouwers: 4.000 Scheidsrechter: Yang Zhiqiang (CHN) |

|                                                  |          |       |         |                                                                                        |
| 28 oktober 2007 «onderlinge duels» 20:45 (UTC+8) | Maleisië | 0 – 0 | Bahrein | Shah Alamstadion, Petaling Jaya Toeschouwers: 2.000 Scheidsrechter: Lee Gi-Young (KOR) |
| 28 oktober 2007 «onderlinge duels» 20:45 (UTC+8) |          |       |         | Shah Alamstadion, Petaling Jaya Toeschouwers: 2.000 Scheidsrechter: Lee Gi-Young (KOR) |

Bahrein won met 4–1 over twee wedstrijden en plaatst zich voor de derde ronde van dit kwalificatietoernooi.
|                                                  |              |       |                                           |                                                                                              |
| 21 oktober 2007 «onderlinge duels» 15:30 (UTC+8) | Oost-Timor   | 2 – 3 | Hongkong                                  | Gianyarstadion, Gianyar (Indonesië) Toeschouwers: 1.500 Scheidsrechter: Rosdi Shaharul (MAS) |
| 21 oktober 2007 «onderlinge duels» 15:30 (UTC+8) | Ary 41', 69' |       | 25', 50' Cheng Siu Wai 35' (e.d.) Esteves | Gianyarstadion, Gianyar (Indonesië) Toeschouwers: 1.500 Scheidsrechter: Rosdi Shaharul (MAS) |

|                                                  |                                                                                                 |       |            |                                                                                     |
| 28 oktober 2007 «onderlinge duels» 15:00 (UTC+8) | Hongkong                                                                                        | 8 – 1 | Oost-Timor | Hong Kong Stadium, Hong Kong Toeschouwers: 1.542 Scheidsrechter: Mohsen Torky (IRN) |
| 28 oktober 2007 «onderlinge duels» 15:00 (UTC+8) | Lo Kwan Yee 2' Chan Siu Ki 5', 78', 85' Cheung Sai Ho 49' Cheng Siu Wai 67', 70' Lam Ka Wai 83' |       | 53' Ary    | Hong Kong Stadium, Hong Kong Toeschouwers: 1.542 Scheidsrechter: Mohsen Torky (IRN) |

Hongkong won met 11–3 over twee wedstrijden en plaatst zich voor de tweede ronde van dit kwalificatietoernooi.
|                                                 |                                             |       |             |                                                                                        |
| 8 oktober 2007 «onderlinge duels» 21:00 (UTC+3) | Syrië                                       | 3 – 0 | Afghanistan | Abbasiyyinstadion, Damascus Toeschouwers: 3.000 Scheidsrechter: Khalil Al Ghamdi (KSA) |
| 8 oktober 2007 «onderlinge duels» 21:00 (UTC+3) | Al Zeno 73', 87' (pen.) Al Sayed 81' (pen.) |       |             | Abbasiyyinstadion, Damascus Toeschouwers: 3.000 Scheidsrechter: Khalil Al Ghamdi (KSA) |

|                                                  |             |       |                        |                                                                                                  |
| 26 oktober 2007 «onderlinge duels» 13:00 (UTC+5) | Afghanistan | 1 – 2 | Syrië                  | Pamirstadion, Doesjanbe (Tadzjikistan) Toeschouwers: 2.000 Scheidsrechter: Ravshan Irmatov (UZB) |
| 26 oktober 2007 «onderlinge duels» 13:00 (UTC+5) | Karimi 16'  |       | 17' Jenyat 64' Issmael | Pamirstadion, Doesjanbe (Tadzjikistan) Toeschouwers: 2.000 Scheidsrechter: Ravshan Irmatov (UZB) |

Syrië won met 5–1 over twee wedstrijden en plaatst zich voor de tweede ronde van dit kwalificatietoernooi.
|                                                 |                                      |       |           |                                                                                                |
| 8 oktober 2007 «onderlinge duels» 21:00 (UTC+3) | Jemen                                | 3 – 0 | Malediven | Ali Muhsin Al-Muriasistadion, Sanaa Toeschouwers: 3.000 Scheidsrechter: Mohammad Mansour (LIB) |
| 8 oktober 2007 «onderlinge duels» 21:00 (UTC+3) | Salem 44' Al-Hubaishi 66' Thabit 80' |       |           | Ali Muhsin Al-Muriasistadion, Sanaa Toeschouwers: 3.000 Scheidsrechter: Mohammad Mansour (LIB) |

|                                                  |                               |       |       |                                                                                         |
| 28 oktober 2007 «onderlinge duels» 16:00 (UTC+5) | Malediven                     | 2 – 0 | Jemen | Galolhu National Stadium, Malé Toeschouwers: 8.900 Scheidsrechter: Subrata Sarkar (IND) |
| 28 oktober 2007 «onderlinge duels» 16:00 (UTC+5) | Shamveel Qasim 14' Ashfaq 67' |       |       | Galolhu National Stadium, Malé Toeschouwers: 8.900 Scheidsrechter: Subrata Sarkar (IND) |

Jemen won met 3–2 over twee wedstrijden en plaatst zich voor de tweede ronde van dit kwalificatietoernooi.
|                                                 |            |       |                     |                                                                                                 |
| 8 oktober 2007 «onderlinge duels» 15:00 (UTC+6) | Bangladesh | 1 – 1 | Tadzjikistan        | Bangabandhu Nationaal Stadion, Dhaka Toeschouwers: 700 Scheidsrechter: Abdullah Al Hilali (OMA) |
| 8 oktober 2007 «onderlinge duels» 15:00 (UTC+6) | Mithu 50'  |       | 58' (pen.) Khakimov | Bangabandhu Nationaal Stadion, Dhaka Toeschouwers: 700 Scheidsrechter: Abdullah Al Hilali (OMA) |

|                                                  |                                                          |       |            |                                                                                           |
| 28 oktober 2007 «onderlinge duels» 14:00 (UTC+5) | Tadzjikistan                                             | 5 – 0 | Bangladesh | Centraalstadion, Doesjanbe Toeschouwers: 10.000 Scheidsrechter: Kadyrbek Chynybekov (KGZ) |
| 28 oktober 2007 «onderlinge duels» 14:00 (UTC+5) | Khakimov 47', 48', 76' (pen.) Mukhiddinov 51' Vasiev 71' |       |            | Centraalstadion, Doesjanbe Toeschouwers: 10.000 Scheidsrechter: Kadyrbek Chynybekov (KGZ) |

Tadzjikistan won met 6–1 over twee wedstrijden en plaatst zich voor de tweede ronde van dit kwalificatietoernooi.
|                                                  |               |       |                                              |                                                                                                  |
| 21 oktober 2007 «onderlinge duels» 13:00 (UTC+8) | Mongolië      | 1 – 4 | Noord-Korea                                  | Nationaal Sportstadion, Ulaanbaatar Toeschouwers: 4.870 Scheidsrechter: Hiroyoshi Takayama (JPN) |
| 21 oktober 2007 «onderlinge duels» 13:00 (UTC+8) | Selenge 90+3' |       | 14' Pak Chol-Min 24', 32', 81' Jong Chol-Min | Nationaal Sportstadion, Ulaanbaatar Toeschouwers: 4.870 Scheidsrechter: Hiroyoshi Takayama (JPN) |

|                                                  |                                                                           |       |                   |                                                                                  |
| 28 oktober 2007 «onderlinge duels» 16:00 (UTC+9) | Noord-Korea                                                               | 5 – 1 | Mongolië          | Kim Il-sungstadion, Pyongyang Toeschouwers: 5.000 Scheidsrechter: Ram Gosh (BAN) |
| 28 oktober 2007 «onderlinge duels» 16:00 (UTC+9) | Pak Chol-Min 3', 79' Kim Kuk-Jin 10' Jong Chol-Min 36' Jon Kwang-Ik 90+1' |       | 41' Lkhümbengarav | Kim Il-sungstadion, Pyongyang Toeschouwers: 5.000 Scheidsrechter: Ram Gosh (BAN) |

Noord-Korea won 9–2 over twee wedstrijden en plaatst zich voor de derde ronde van dit kwalificatietoernooi.
|                                                 |                               |       |       | |
| 8 oktober 2007 «onderlinge duels» 21:30 (UTC+4) | Oman                          | 2 – 0 | Nepal | Sultan Qaboos Sports Complex, Muscat Toeschouwers: 15.000 Scheidsrechter: Fareed Al Marzouqi (UAE) |
| 8 oktober 2007 «onderlinge duels» 21:30 (UTC+4) | Bashir 5' Mudhafar 21' (pen.) |       |       | Sultan Qaboos Sports Complex, Muscat Toeschouwers: 15.000 Scheidsrechter: Fareed Al Marzouqi (UAE) |

|                                                     |       |                        |      |                                                                                                |
| 28 oktober 2007 «onderlinge duels» 14:30 (UTC+5:45) | Nepal | 0 – 2                  | Oman | Dasarath Rangasalastadion, Kathmandu Toeschouwers: 10.000 Scheidsrechter: Satop Tongkhan (THA) |
| 28 oktober 2007 «onderlinge duels» 14:30 (UTC+5:45) |       | 29' Saleh 54' Al Hinai |      | Dasarath Rangasalastadion, Kathmandu Toeschouwers: 10.000 Scheidsrechter: Satop Tongkhan (THA) |

Oman won met 4–0 over twee wedstrijden en plaatst zich voor de derde ronde van dit kwalificatietoernooi.
|                                                 |           |                                                    |           |                                                                                        |
| 8 oktober 2007 «onderlinge duels» 21:00 (UTC+3) | Palestina | 0 – 4                                              | Singapore | Ahmed bin Alistadion, Doha (Qatar) Toeschouwers: 75 Scheidsrechter: Mushen Basma (SYR) |
| 8 oktober 2007 «onderlinge duels» 21:00 (UTC+3) |           | 44', 53' Shi Jiayi 73' Wilkinson 86' Noh Alam Shah |           | Ahmed bin Alistadion, Doha (Qatar) Toeschouwers: 75 Scheidsrechter: Mushen Basma (SYR) |

|                                                  |           |               |           |                                                               |
| 28 oktober 2007 «onderlinge duels» 17:00 (UTC+8) | Singapore | 3 – 0 (Regl.) | Palestina | Nationaal Stadion, Singapore Scheidsrechter: Sun Baojie (CHN) |
| 28 oktober 2007 «onderlinge duels» 17:00 (UTC+8) |           |               |           | Nationaal Stadion, Singapore Scheidsrechter: Sun Baojie (CHN) |

Singapore won 7–0 over twee wedstrijden en plaatst zich voor de tweede ronde van dit kwalificatietoernooi.
|                                                 |                                       |       |             |                                                                                           |
| 8 oktober 2007 «onderlinge duels» 21:00 (UTC+3) | Libanon                               | 4 – 1 | India       | Internationaal Saidastadion, Sidon Toeschouwers: 500 Scheidsrechter: Saad Al Fahdli (KUW) |
| 8 oktober 2007 «onderlinge duels» 21:00 (UTC+3) | Antar 33' Ghaddar 62', 76' El Ali 63' |       | 30' Chhetri | Internationaal Saidastadion, Sidon Toeschouwers: 500 Scheidsrechter: Saad Al Fahdli (KUW) |

|                                                     |                        |       |                         |                                                                                 |
| 30 oktober 2007 «onderlinge duels» 15:00 (UTC+5:30) | India                  | 2 – 2 | Libanon                 | Fatordastadion, Margao Toeschouwers: 10.000 Scheidsrechter: Salem Mujghef (JOR) |
| 30 oktober 2007 «onderlinge duels» 15:00 (UTC+5:30) | Chhetri 29' Dias 90+2' |       | 72' (pen.), 85' Ghaddar | Fatordastadion, Margao Toeschouwers: 10.000 Scheidsrechter: Salem Mujghef (JOR) |

Libanon won met 6–3 over twee wedstrijden en plaatst zich voor de derde ronde van dit kwalificatietoernooi.
|                                                  |          |               |              |                                                                                  |
| 11 oktober 2007 «onderlinge duels» 15:00 (UTC+7) | Cambodja | 0 – 1         | Turkmenistan | Olympisch Stadion, Phnom Penh Toeschouwers: 3.000 Scheidsrechter: Ram Gosh (BAN) |
| 11 oktober 2007 «onderlinge duels» 15:00 (UTC+7) |          | Karadanov 85' |              | Olympisch Stadion, Phnom Penh Toeschouwers: 3.000 Scheidsrechter: Ram Gosh (BAN) |

|                                                  |                                              |       |          | |
| 28 oktober 2007 «onderlinge duels» 18:00 (UTC+5) | Turkmenistan                                 | 4 – 1 | Cambodja | Saparmurat Turkmenbashi Olympisch Stadion, Asjchabad Toeschouwers: 5.000 Scheidsrechter: Rustam Saidov (UZB) |
| 28 oktober 2007 «onderlinge duels» 18:00 (UTC+5) | Nasyrov 41' Gevorkyan 50', 66' Karadanov 74' |       | Nasa 12' | Saparmurat Turkmenbashi Olympisch Stadion, Asjchabad Toeschouwers: 5.000 Scheidsrechter: Rustam Saidov (UZB) |

Turkmenistan won met 5–1 over twee wedstrijden en plaatst zich voor de tweede ronde van dit kwalificatietoernooi.
|  |      |     |           |  |
|  | Guam | w/o | Indonesië |  |
|  |      |     |           |  |

Guam trok zich terug waardoor Indonesië zich plaatst voor de tweede ronde.

## Tweede ronde
Van de 19 teams die na de eerste ronde doorgaan, gingen de 11 teams die het hoogst staan op de ranglijst direct door naar de derde ronde. De 8 teams die het laagst stonden speelden tegen elkaar in de tweede ronde waarbij de winnaar doorging naar de derde ronde. Ook de loting voor deze wedstrijden had plaats op 6 augustus 2007. De nummer 17 van de ranglijst werd geloot tegen de nummer 14, de nummer 16 tegen 12, 19 tegen 15 en 18 tegen 13.

### Wedstrijden
| Team 1    | Totaal | Team 2       | 1e wedstrijd | 2e wedstrijd |
| --------- | ------ | ------------ | ------------ | ------------ |
| Hongkong  | 3–0    | Turkmenistan | 0–0          | 3–0          |
| Syrië     | 11–1   | Indonesië    | 4–1          | 7–0          |
| Singapore | 3–1    | Tadzjikistan | 2–0          | 1–1          |
| Thailand  | 2–1    | Jemen        | 1–1          | 1–0          |

|                                                   |          |       |              |                                                                                     |
| 10 november 2007 «onderlinge duels» 14:00 (UTC+8) | Hongkong | 0 – 0 | Turkmenistan | Hong Kong Stadium, Hongkong Toeschouwers: 2.823 Scheidsrechter: Salem Mujghef (JOR) |
| 10 november 2007 «onderlinge duels» 14:00 (UTC+8) | Verslag  |       |              | Hong Kong Stadium, Hongkong Toeschouwers: 2.823 Scheidsrechter: Salem Mujghef (JOR) |

|                                                   |                                       |         |          | |
| 18 november 2007 «onderlinge duels» 18:00 (UTC+5) | Turkmenistan                          | 3 – 0   | Hongkong | Saparmurat Turkmenbashistadion, Asjchabad Toeschouwers: 30.000 Scheidsrechter: Abdullah Al Hilali (OMA) |
| 18 november 2007 «onderlinge duels» 18:00 (UTC+5) | Nasyrov 42' Bayramov 53' Mirzoyev 80' | Verslag |          | Saparmurat Turkmenbashistadion, Asjchabad Toeschouwers: 30.000 Scheidsrechter: Abdullah Al Hilali (OMA) |

Turkmenistan won met 3–0 over twee wedstrijden en kwalificeert zich voor de derde ronde.
|                                                  |               |         |                                               |                                                                                    |
| 9 november 2007 «onderlinge duels» 19:30 (UTC+7) | Indonesië     | 1 – 4   | Syrië                                         | Bung Karnostadion, Jakarta Toeschouwers: 35.000 Scheidsrechter: Mohsen Torky (IRN) |
| 9 november 2007 «onderlinge duels» 19:30 (UTC+7) | Sudarsono 39' | Verslag | Esmaeel 17' Al Zeno 34' Chaabo 43' Rafe 90+3' | Bung Karnostadion, Jakarta Toeschouwers: 35.000 Scheidsrechter: Mohsen Torky (IRN) |

|                                                   |                                                               |         |           |                                                                                  |
| 18 november 2007 «onderlinge duels» 14:00 (UTC+2) | Syrië                                                         | 7 – 0   | Indonesië | Abbasiyyinstadion, Damascus Toeschouwers: 5.000 Scheidsrechter: Sun Baojie (CHN) |
| 18 november 2007 «onderlinge duels» 14:00 (UTC+2) | Chaabo 40', 44', 87' Rafe 60', 72', 90' Al Hussain 81' (pen.) | Verslag |           | Abbasiyyinstadion, Damascus Toeschouwers: 5.000 Scheidsrechter: Sun Baojie (CHN) |

Syrië won 11–1 over twee wedstrijden en kwalificeert zich voor de derde ronde.
|                                                  |                |         |              |                                                                                       |
| 9 november 2007 «onderlinge duels» 19:30 (UTC+8) | Singapore      | 2 – 0   | Tadzjikistan | Nationaal Stadion, Singapore Toeschouwers: 6.606 Scheidsrechter: Kwon Jong Chul (KOR) |
| 9 november 2007 «onderlinge duels» 19:30 (UTC+8) | Duric 23', 44' | Verslag |              | Nationaal Stadion, Singapore Toeschouwers: 6.606 Scheidsrechter: Kwon Jong Chul (KOR) |

|                                                   |              |         |           |                                                                                    |
| 18 november 2007 «onderlinge duels» 13:00 (UTC+5) | Tadzjikistan | 1 – 1   | Singapore | Centraal Stadion, Doesjanbe Toeschouwers: 21.500 Scheidsrechter: Mark Shield (AUS) |
| 18 november 2007 «onderlinge duels» 13:00 (UTC+5) | Ismailov 2'  | Verslag | Shah 25'  | Centraal Stadion, Doesjanbe Toeschouwers: 21.500 Scheidsrechter: Mark Shield (AUS) |

Singapore won met 3–1 over twee wedstrijden en kwalificeert zich voor de derde ronde.
|                                                  |             |         |                |                                                                                                 |
| 9 november 2007 «onderlinge duels» 16:15 (UTC+3) | Jemen       | 1 – 1   | Thailand       | Ali Muhsin Al-Muriasistadion, Sanaa Toeschouwers: 12.000 Scheidsrechter: Khalil Al Ghamdi (KSA) |
| 9 november 2007 «onderlinge duels» 16:15 (UTC+3) | Al Nono 43' | Verslag | Chaikamdee 35' | Ali Muhsin Al-Muriasistadion, Sanaa Toeschouwers: 12.000 Scheidsrechter: Khalil Al Ghamdi (KSA) |

|                                                   |                |         |       |                                                                                             |
| 18 november 2007 «onderlinge duels» 17:00 (UTC+7) | Thailand       | 1 – 0   | Jemen | Suphachalasaistadion, Bangkok Toeschouwers: 29.000 Scheidsrechter: Kazuhiko Matsumura (JPN) |
| 18 november 2007 «onderlinge duels» 17:00 (UTC+7) | Chaikamdee 16' | Verslag |       | Suphachalasaistadion, Bangkok Toeschouwers: 29.000 Scheidsrechter: Kazuhiko Matsumura (JPN) |

Thailand won met 2–1 over twee wedstrijden en kwalificeert zich voor de derde ronde.

## Derde ronde
Bij de loting op 25 november 2007 in Durban, Zuid-Afrika werden de 20 teams in 5 groepen van 4 landen geloot. Voorafgaand aan de loting werden de landen naar sterkte ingedeeld in 4 potten van elk 5 teams. Die indeling was conform de eerder genoemde plaatsingslijst. De nummers 1 en 2 van elke groep gingen door naar de vierde ronde.

### Potindeling
Uit elke pot werd elk land in een andere groep geloot. Landen die in dezelfde pot waren ingedeeld konden dus niet tegen elkaar spelen.
| Pot A (Groepshoofden)                         | Pot B                                         | Pot C                                                   | Pot D                                       |
| --------------------------------------------- | --------------------------------------------- | ------------------------------------------------------- | ------------------------------------------- |
| Australië Zuid-Korea Saoedi-Arabië Japan Iran | Bahrein Oezbekistan Koeweit Noord-Korea China | Jordanië Irak Libanon Oman Verenigde Arabische Emiraten | Qatar Turkmenistan Syrië Singapore Thailand |

### Groep 1
Australië was voor de eerste keer ingedeeld in de Aziatische zone en zat in een lastige poule, waar de eerste twee landen zich konden plaatsen voor de finale-poule. Na een 3-0 zege op Qatar en een doelpuntloos gelijkspel tegen China wachtten de confrontaties met de verrassende Aziatische kampioen Irak, beide landen wonnen hun thuiswedstrijd met 1-0. In de uitwedstrijd tegen Qatar verzekerde Australië zich van het finale-ticket door met 1-3 te winnen, oud-Feyenoordspeler Brett Emerton scoorde twee doelpunten.
Irak was verscheurd door een grimmige burgeroorlog, de Aziatische titel was een grote verrassing en een mooie opsteker voor het vernielde land. Vanwege de oorlog speelde Irak al zijn wedstrijden in Dubai. De kwalificatie startte moeizaam met één punt uit drie wedstrijden, maar na twee opeenvolgende overwinningen op Australië en China had de ploeg genoeg aan een gelijkspel in de "thuiswedstrijd" tegen Qatar om de finale-poule te bereiken. Door een doelpunt van Sayed Ali Bechir in de 77e minuut verloor Irak en was de kersverse Aziatische kampioen snel uitgeschakeld. Bij een eerdere nederlaag zou Qatar een niet-speelgerechtigde speler opgesteld hebben, maar het beroep werd door de FIFA afgewezen.
| Nr. | Land      | GW | W | G | V | DV | DT | DS | Ptn | Resultaat    |
| --- | --------- | -- | - | - | - | -- | -- | -- | --- | ------------ |
| 1   | Australië | 6  | 3 | 1 | 2 | 7  | 3  | +4 | 10  | Vierde ronde |
| 2   | Qatar     | 6  | 3 | 1 | 2 | 5  | 6  | –1 | 10  | Vierde ronde |
| 3   | Irak      | 6  | 2 | 1 | 3 | 4  | 6  | –2 | 7   |              |
| 4   | China     | 6  | 1 | 3 | 2 | 3  | 4  | –1 | 6   |              |

|                                                   |                                      |         |       |                                                                                           |
| 6 februari 2008 «onderlinge duels» 19:30 (UTC+11) | Australië                            | 3 – 0   | Qatar | Telstra Dome, Melbourne Toeschouwers: 50.969 Scheidsrechter: Subkhiddin Mohd Salleh (MAS) |
| 6 februari 2008 «onderlinge duels» 19:30 (UTC+11) | Kennedy 11' Cahill 17' Bresciano 33' | Verslag |       | Telstra Dome, Melbourne Toeschouwers: 50.969 Scheidsrechter: Subkhiddin Mohd Salleh (MAS) |

|                                                  |                  |         |           | |
| 6 februari 2008 «onderlinge duels» 16:30 (UTC+4) | Irak             | 1 – 1   | China     | Al-Rashidstadion, Dubai (Verenigde Arabische Emiraten) Toeschouwers: 11.000 Scheidsrechter: Mohsen Torky (IRN) |
| 6 februari 2008 «onderlinge duels» 16:30 (UTC+4) | Hawar 51' (pen.) | Verslag | 76' Zheng | Al-Rashidstadion, Dubai (Verenigde Arabische Emiraten) Toeschouwers: 11.000 Scheidsrechter: Mohsen Torky (IRN) |

|                                                |         |       |           |                                                                                      |
| 26 maart 2008 «onderlinge duels» 14:00 (UTC+6) | China   | 0 – 0 | Australië | Tuodongstadion, Kunming Toeschouwers: 32.000 Scheidsrechter: Mohamed Al Saeedi (UAE) |
| 26 maart 2008 «onderlinge duels» 14:00 (UTC+6) | Verslag |       |           | Tuodongstadion, Kunming Toeschouwers: 32.000 Scheidsrechter: Mohamed Al Saeedi (UAE) |

|                                                |                          |         |      |                                                                                           |
| 26 maart 2008 «onderlinge duels» 18:30 (UTC+4) | Qatar                    | 2 – 0   | Irak | Jassim Bin Hamadstadion, Doha Toeschouwers: 13.000 Scheidsrechter: Yuichi Nishimura (JPN) |
| 26 maart 2008 «onderlinge duels» 18:30 (UTC+4) | Quintana 1' Montesin 67' | Verslag |      | Jassim Bin Hamadstadion, Doha Toeschouwers: 13.000 Scheidsrechter: Yuichi Nishimura (JPN) |

|                                               |            |         |      |                                                                                      |
| 1 juni 2008 «onderlinge duels» 17:00 (UTC+10) | Australië  | 1 – 0   | Irak | Suncorp Stadium, Brisbane Toeschouwers: 48.678 Scheidsrechter: Ravshan Irmatov (UZB) |
| 1 juni 2008 «onderlinge duels» 17:00 (UTC+10) | Kewell 47' | Verslag |      | Suncorp Stadium, Brisbane Toeschouwers: 48.678 Scheidsrechter: Ravshan Irmatov (UZB) |

|                                              |         |       |       |                                                                                             |
| 2 juni 2008 «onderlinge duels» 19:00 (UTC+3) | Qatar   | 0 – 0 | China | Khalifa Internationaal Stadion, Doha Toeschouwers: 9.000 Scheidsrechter: Muhsen Basma (SYR) |
| 2 juni 2008 «onderlinge duels» 19:00 (UTC+3) | Verslag |       |       | Khalifa Internationaal Stadion, Doha Toeschouwers: 9.000 Scheidsrechter: Muhsen Basma (SYR) |

|                                              |       |         |                  |                                                                                   |
| 7 juni 2008 «onderlinge duels» 20:00 (UTC+8) | China | 0 – 1   | Qatar            | Olympisch Stadion, Tianjin Toeschouwers: 50.000 Scheidsrechter: Talaat Najm (LIB) |
| 7 juni 2008 «onderlinge duels» 20:00 (UTC+8) |       | Verslag | 14' (pen.) Soria | Olympisch Stadion, Tianjin Toeschouwers: 50.000 Scheidsrechter: Talaat Najm (LIB) |

|                                              |              |         |           | |
| 7 juni 2008 «onderlinge duels» 20:00 (UTC+4) | Irak         | 1 – 0   | Australië | Al-Rashidstadion, Dubai (Verenigde Arabische Emiraten) Toeschouwers: 8.000 Scheidsrechter: Kazuhiko Matsumura (JPN) |
| 7 juni 2008 «onderlinge duels» 20:00 (UTC+4) | Mohammed 28' | Verslag |           | Al-Rashidstadion, Dubai (Verenigde Arabische Emiraten) Toeschouwers: 8.000 Scheidsrechter: Kazuhiko Matsumura (JPN) |

|                                               |                |         |                             |                                                                                              |
| 14 juni 2008 «onderlinge duels» 19:00 (UTC+3) | Qatar          | 1 – 3   | Australië                   | Khalifa Internationaal Stadion, Doha Toeschouwers: 12.000 Scheidsrechter: Lee Gi-Young (KOR) |
| 14 juni 2008 «onderlinge duels» 19:00 (UTC+3) | Al Khalfan 89' | Verslag | 17', 56' Emerton 74' Kewell | Khalifa Internationaal Stadion, Doha Toeschouwers: 12.000 Scheidsrechter: Lee Gi-Young (KOR) |

|                                               |                 |         |                        |                                                                                            |
| 14 juni 2008 «onderlinge duels» 20:00 (UTC+8) | China           | 1 – 2   | Irak                   | Tianjin Olympisch Stadion, Tianjin Toeschouwers: 39.000 Scheidsrechter: Abdul Bashir (SIN) |
| 14 juni 2008 «onderlinge duels» 20:00 (UTC+8) | Zhou Haibin 33' | Verslag | 41' Mohammed 65' Akram | Tianjin Olympisch Stadion, Tianjin Toeschouwers: 39.000 Scheidsrechter: Abdul Bashir (SIN) |

|                                                |           |         |               |                                                                                       |
| 22 juni 2008 «onderlinge duels» 18:00 (UTC+10) | Australië | 0 – 1   | China         | Stadium Australia, Sydney Toeschouwers: 70.054 Scheidsrechter: Khalil Al Ghamdi (KSA) |
| 22 juni 2008 «onderlinge duels» 18:00 (UTC+10) |           | Verslag | 12' Sun Xiang | Stadium Australia, Sydney Toeschouwers: 70.054 Scheidsrechter: Khalil Al Ghamdi (KSA) |

|                                               |      |         |            | |
| 22 juni 2008 «onderlinge duels» 20:00 (UTC+4) | Irak | 0 – 1   | Qatar      | Al-Rashidstadion, Dubai (Verenigde Arabische Emiraten) Toeschouwers: 10.000 Scheidsrechter: Ali Hamad Al-Badwawi (UAE) |
| 22 juni 2008 «onderlinge duels» 20:00 (UTC+4) |      | Verslag | 77' Bechir | Al-Rashidstadion, Dubai (Verenigde Arabische Emiraten) Toeschouwers: 10.000 Scheidsrechter: Ali Hamad Al-Badwawi (UAE) |

### Groep 2
In deze groep hadden Japan en Bahrein weinig problemen zich te plaatsen.
| Nr. | Land     | GW | W | G | V | DV | DT | DS | Ptn | Resultaat    |
| --- | -------- | -- | - | - | - | -- | -- | -- | --- | ------------ |
| 1   | Japan    | 6  | 4 | 1 | 1 | 12 | 3  | +9 | 13  | Vierde ronde |
| 2   | Bahrein  | 6  | 3 | 2 | 1 | 7  | 5  | +2 | 11  | Vierde ronde |
| 3   | Oman     | 6  | 2 | 2 | 2 | 5  | 7  | –2 | 8   |              |
| 4   | Thailand | 6  | 0 | 1 | 5 | 5  | 14 | –9 | 1   |              |

|                                                  |                                            |         |              |                                                                                     |
| 6 februari 2008 «onderlinge duels» 19:20 (UTC+9) | Japan                                      | 4 – 1   | Thailand     | Saitamastadion, Saitama Toeschouwers: 35.130 Scheidsrechter: Khalil Al Ghamdi (KSA) |
| 6 februari 2008 «onderlinge duels» 19:20 (UTC+9) | Endo 21' Okubo 54' Nakazawa 66' Maki 90+1' | Verslag | 22' Winothai | Saitamastadion, Saitama Toeschouwers: 35.130 Scheidsrechter: Khalil Al Ghamdi (KSA) |

|                                                  |      |         |            |                                                                                              |
| 6 februari 2008 «onderlinge duels» 18:30 (UTC+4) | Oman | 0 – 1   | Bahrein    | Sultan Qaboos Sports Complex, Muscat Toeschouwers: 28.000 Scheidsrechter: Lee Gi Young (KOR) |
| 6 februari 2008 «onderlinge duels» 18:30 (UTC+4) |      | Verslag | 14' Hubail | Sultan Qaboos Sports Complex, Muscat Toeschouwers: 28.000 Scheidsrechter: Lee Gi Young (KOR) |

|                                                |            |         |       |                                                                                         |
| 26 maart 2008 «onderlinge duels» 17:10 (UTC+3) | Bahrein    | 1 – 0   | Japan | Bahrain National Stadium, Manama Toeschouwers: 26.000 Scheidsrechter: Mark Shield (AUS) |
| 26 maart 2008 «onderlinge duels» 17:10 (UTC+3) | Hubail 77' | Verslag |       | Bahrain National Stadium, Manama Toeschouwers: 26.000 Scheidsrechter: Mark Shield (AUS) |

|                                                |          |         |            |                                                                                     |
| 26 maart 2008 «onderlinge duels» 19:00 (UTC+7) | Thailand | 0 – 1   | Oman       | Rajamangalastadion, Bangkok Toeschouwers: 40.000 Scheidsrechter: Mohsen Torky (IRN) |
| 26 maart 2008 «onderlinge duels» 19:00 (UTC+7) |          | Verslag | 1' Al Ajmi | Rajamangalastadion, Bangkok Toeschouwers: 40.000 Scheidsrechter: Mohsen Torky (IRN) |

|                                              |                             |         |                             |                                                                                   |
| 2 juni 2008 «onderlinge duels» 18:30 (UTC+7) | Thailand                    | 2 – 3   | Bahrein                     | Rajamangalastadion, Bangkok Toeschouwers: 15.000 Scheidsrechter: Sun Baojie (CHN) |
| 2 juni 2008 «onderlinge duels» 18:30 (UTC+7) | Chaikamdee 25' Winothai 45' | Verslag | 22' Isa 34' Latif 57' Adnan | Rajamangalastadion, Bangkok Toeschouwers: 15.000 Scheidsrechter: Sun Baojie (CHN) |

|                                              |                                        |         |      |                                                                                        |
| 2 juni 2008 «onderlinge duels» 19:30 (UTC+9) | Japan                                  | 3 – 0   | Oman | Saitamastadion, Yokohama Toeschouwers: 46.764 Scheidsrechter: Abdul Malik Bashir (SIN) |
| 2 juni 2008 «onderlinge duels» 19:30 (UTC+9) | Nakazawa 10' Ōkubo 22' S. Nakamura 49' | Verslag |      | Saitamastadion, Yokohama Toeschouwers: 46.764 Scheidsrechter: Abdul Malik Bashir (SIN) |

|                                              |         |         |              |                                                                                         |
| 7 juni 2008 «onderlinge duels» 19:30 (UTC+3) | Bahrein | 1 – 1   | Thailand     | Bahrain National Stadium, Riffa Toeschouwers: 21.000 Scheidsrechter: Muhsen Basma (SYR) |
| 7 juni 2008 «onderlinge duels» 19:30 (UTC+3) | Isa 67' | Verslag | 65' Thonglao | Bahrain National Stadium, Riffa Toeschouwers: 21.000 Scheidsrechter: Muhsen Basma (SYR) |

|                                              |                   |         |                 | |
| 7 juni 2008 «onderlinge duels» 17:15 (UTC+4) | Oman              | 1 – 1   | Japan           | Koninklijk Omaans Politiestadion, Muscat Toeschouwers: 6.500 Scheidsrechter: Subkhiddin Mohd Salleh (MAS) |
| 7 juni 2008 «onderlinge duels» 17:15 (UTC+4) | Ahmed Mubarak 11' | Verslag | 53' (pen.) Endō | Koninklijk Omaans Politiestadion, Muscat Toeschouwers: 6.500 Scheidsrechter: Subkhiddin Mohd Salleh (MAS) |

|                                               |          |         |                                        |                                                                                             |
| 14 juni 2008 «onderlinge duels» 17:30 (UTC+7) | Thailand | 0 – 3   | Japan                                  | Rajamangalastadion, Bangkok Toeschouwers: 25.000 Scheidsrechter: Ali Hamad Al-Badwawi (UAE) |
| 14 juni 2008 «onderlinge duels» 17:30 (UTC+7) |          | Verslag | 23' Tulio 39' Nakazawa 89' K. Nakamura | Rajamangalastadion, Bangkok Toeschouwers: 25.000 Scheidsrechter: Ali Hamad Al-Badwawi (UAE) |

|                                               |           |         |              |                                                                                           |
| 14 juni 2008 «onderlinge duels» 19:30 (UTC+3) | Bahrein   | 1 – 1   | Oman         | Bahrain National Stadium, Riffa Toeschouwers: 25.000 Scheidsrechter: Saad Al Fadhli (KUW) |
| 14 juni 2008 «onderlinge duels» 19:30 (UTC+3) | Aaish 41' | Verslag | 72' Sulaiman | Bahrain National Stadium, Riffa Toeschouwers: 25.000 Scheidsrechter: Saad Al Fadhli (KUW) |

|                                               |            |         |         |                                                                                    |
| 22 juni 2008 «onderlinge duels» 19:20 (UTC+9) | Japan      | 1 – 0   | Bahrein | Saitamastadion, Saitama Toeschouwers: 51.180 Scheidsrechter: Ravshan Irmatov (UZB) |
| 22 juni 2008 «onderlinge duels» 19:20 (UTC+9) | Uchida 90' | Verslag |         | Saitamastadion, Saitama Toeschouwers: 51.180 Scheidsrechter: Ravshan Irmatov (UZB) |

|                                               |                   |         |                  |                                                                                              |
| 22 juni 2008 «onderlinge duels» 18:00 (UTC+4) | Oman              | 2 – 1   | Thailand         | Sultan Qaboos Sports Complex, Muscat Toeschouwers: 3.000 Scheidsrechter: Salem Mujghef (JOR) |
| 22 juni 2008 «onderlinge duels» 18:00 (UTC+4) | Al Hosni 58', 85' | Verslag | 3' (pen.) Sripan | Sultan Qaboos Sports Complex, Muscat Toeschouwers: 3.000 Scheidsrechter: Salem Mujghef (JOR) |

### Groep 3
De broeders Zuid-Korea en Noord-Korea waren landen die officieel in staat van oorlog waren, maar moesten tegen elkaar spelen. De thuiswedstrijd van Noord-Korea werd in Shanghai gespeeld, de Noord-Koreanen weigerden het nationale volkslied van Zuid-Korea te laten spelen en de Zuid-Koreaanse vlag te hijsen. De tweede wedstrijd werd gewoon in Seoul gespeeld, beide wedstrijden eindigden in een doelpuntloos gelijkspel. Beide landen plaatsten zich vrij gemakkelijk voor de finalepoule, het doelsaldo van Noord-Korea was vier doelpunten voor en nul tegen in zes wedstrijden.
| Nr. | Land         | GW | W | G | V | DV | DT | DS  | Ptn | Resultaat    |
| --- | ------------ | -- | - | - | - | -- | -- | --- | --- | ------------ |
| 1   | Zuid-Korea   | 6  | 3 | 3 | 0 | 10 | 3  | +7  | 12  | Vierde ronde |
| 2   | Noord-Korea  | 6  | 3 | 3 | 0 | 4  | 0  | +4  | 12  | Vierde ronde |
| 3   | Jordanië     | 6  | 2 | 1 | 3 | 6  | 6  | 0   | 7   |              |
| 4   | Turkmenistan | 6  | 0 | 1 | 5 | 1  | 12 | –11 | 1   |              |

|                                                  |                                |       |              |                                                                                |
| 6 februari 2008 «onderlinge duels» 15:00 (UTC+9) | Zuid-Korea                     | 4 – 0 | Turkmenistan | Seoul World Cupstadion, Seoel Toeschouwers: 25.738 Scheidsrechter: Karim (BHR) |
| 6 februari 2008 «onderlinge duels» 15:00 (UTC+9) | Kwak 43' Seol 57' 85' Park 73' |       |              | Seoul World Cupstadion, Seoel Toeschouwers: 25.738 Scheidsrechter: Karim (BHR) |

|                                                  |          |          |             |                                                                                            |
| 6 februari 2008 «onderlinge duels» 17:00 (UTC+2) | Jordanië | 0 – 1    | Noord-Korea | Amman International Stadium, Amman Toeschouwers: 16.000 Scheidsrechter: Shamsuzzaman (BAN) |
| 6 februari 2008 «onderlinge duels» 17:00 (UTC+2) |          | Hong 44' |             | Amman International Stadium, Amman Toeschouwers: 16.000 Scheidsrechter: Shamsuzzaman (BAN) |

|                                                |             |       |            |                                                                                |
| 26 maart 2008 «onderlinge duels» 19:00 (UTC+9) | Noord-Korea | 0 – 0 | Zuid-Korea | Shanghaistadion, Shanghai Toeschouwers: 20.000 Scheidsrechter: Al Fadhli (KUW) |
| 26 maart 2008 «onderlinge duels» 19:00 (UTC+9) |             |       |            | Shanghaistadion, Shanghai Toeschouwers: 20.000 Scheidsrechter: Al Fadhli (KUW) |

|                                                |              |                        |          | |
| 26 maart 2008 «onderlinge duels» 17:00 (UTC+5) | Turkmenistan | 0 – 2                  | Jordanië | Saparmurat Turkmenbashi Olympisch Stadion, Asjchabad Toeschouwers: 20.000 Scheidsrechter: Satop Tongkhan (THA) |
| 26 maart 2008 «onderlinge duels» 17:00 (UTC+5) |              | 33' Al-Bzour 86' Bawab |          | Saparmurat Turkmenbashi Olympisch Stadion, Asjchabad Toeschouwers: 20.000 Scheidsrechter: Satop Tongkhan (THA) |

|                                              |                                            |       |                       |                                                                                      |
| 31 mei 2008 «onderlinge duels» 20:00 (UTC+9) | Zuid-Korea                                 | 2 – 2 | Jordanië              | Seoul World Cupstadion, Seoel Toeschouwers: 50.000 Scheidsrechter: Mark Shield (AUS) |
| 31 mei 2008 «onderlinge duels» 20:00 (UTC+9) | Park Ji-sung 39' Park Chu-young 48' (pen.) |       | 73', 80' Abdel Fattah | Seoul World Cupstadion, Seoel Toeschouwers: 50.000 Scheidsrechter: Mark Shield (AUS) |

|                                              |              |       |             | |
| 2 juni 2008 «onderlinge duels» 17:00 (UTC+5) | Turkmenistan | 0 – 0 | Noord-Korea | Saparmurat Turkmenbashi Olympisch Stadion, Asjchabad Toeschouwers: 20.000 Scheidsrechter: Khalil Al Ghamdi (KSA) |
| 2 juni 2008 «onderlinge duels» 17:00 (UTC+5) |              |       |             | Saparmurat Turkmenbashi Olympisch Stadion, Asjchabad Toeschouwers: 20.000 Scheidsrechter: Khalil Al Ghamdi (KSA) |

|                                              |                   |       |              |                                                                                         |
| 7 juni 2008 «onderlinge duels» 17:00 (UTC+9) | Noord-Korea       | 1 – 0 | Turkmenistan | Kim Il-sungstadion, Pyongyang Toeschouwers: 25.000 Scheidsrechter: Saad Al Fadhli (KUW) |
| 7 juni 2008 «onderlinge duels» 17:00 (UTC+9) | Choe Kum-Chol 72' |       |              | Kim Il-sungstadion, Pyongyang Toeschouwers: 25.000 Scheidsrechter: Saad Al Fadhli (KUW) |

|                                              |          |                           |            |                                                                                            |
| 7 juni 2008 «onderlinge duels» 17:30 (UTC+3) | Jordanië | 0 – 1                     | Zuid-Korea | Amman International Stadium, Amman Toeschouwers: 8.000 Scheidsrechter: Masoud Moradi (IRN) |
| 7 juni 2008 «onderlinge duels» 17:30 (UTC+3) |          | 24' (pen.) Park Chu-young |            | Amman International Stadium, Amman Toeschouwers: 8.000 Scheidsrechter: Masoud Moradi (IRN) |

|                                               |                   |       |                                    | |
| 14 juni 2008 «onderlinge duels» 19:00 (UTC+5) | Turkmenistan      | 1 – 3 | Zuid-Korea                         | Saparmurat Turkmenbashi Olympisch Stadion, Asjchabad Toeschouwers: 11.000 Scheidsrechter: Hiroyoshi Takayama (JPN) |
| 14 juni 2008 «onderlinge duels» 19:00 (UTC+5) | Ovekov 77' (pen.) |       | 14', 86', 90+3' (pen.) Kim Do-Heon | Saparmurat Turkmenbashi Olympisch Stadion, Asjchabad Toeschouwers: 11.000 Scheidsrechter: Hiroyoshi Takayama (JPN) |

|                                               |                       |       |          |                                                                                    |
| 14 juni 2008 «onderlinge duels» 17:00 (UTC+9) | Noord-Korea           | 2 – 0 | Jordanië | Yanggakdostadion, Pyongyang Toeschouwers: 25.000 Scheidsrechter: Talaat Najm (LIB) |
| 14 juni 2008 «onderlinge duels» 17:00 (UTC+9) | Hong Yong-jo 44', 72' |       |          | Yanggakdostadion, Pyongyang Toeschouwers: 25.000 Scheidsrechter: Talaat Najm (LIB) |

|                                               |            |       |             |                                                                                                 |
| 22 juni 2008 «onderlinge duels» 20:00 (UTC+9) | Zuid-Korea | 0 – 0 | Noord-Korea | Seoul World Cupstadion, Seoel Toeschouwers: 48.519 Scheidsrechter: Subkhiddin Mohd Salleh (MAS) |
| 22 juni 2008 «onderlinge duels» 20:00 (UTC+9) |            |       |             | Seoul World Cupstadion, Seoel Toeschouwers: 48.519 Scheidsrechter: Subkhiddin Mohd Salleh (MAS) |

|                                               |                      |       |              |                                                                                         |
| 22 juni 2008 «onderlinge duels» 18:00 (UTC+3) | Jordanië             | 2 – 0 | Turkmenistan | Amman International Stadium, Amman Toeschouwers: 150 Scheidsrechter: Ben Williams (AUS) |
| 22 juni 2008 «onderlinge duels» 18:00 (UTC+3) | Abdel Fattah 66' 67' |       |              | Amman International Stadium, Amman Toeschouwers: 150 Scheidsrechter: Ben Williams (AUS) |

### Groep 4
Saoedi-Arabië en Oezbekistan plaatsten zich met overmacht in deze groep, de thuiswedstrijden van de teams tegen elkaar werden grote overwinningen: 3-0 voor Oezbekistan en 4-0 voor de Saoedi's.
| Nr. | Land          | GW | W | G | V | DV | DT | DS  | Ptn | Resultaat    |
| --- | ------------- | -- | - | - | - | -- | -- | --- | --- | ------------ |
| 1   | Saoedi-Arabië | 6  | 5 | 0 | 1 | 14 | 5  | 9   | 15  | Vierde ronde |
| 2   | Oezbekistan   | 6  | 5 | 0 | 1 | 15 | 7  | 8   | 15  | Vierde ronde |
| 3   | Singapore     | 6  | 2 | 0 | 4 | 7  | 13 | –6  | 6   |              |
| 4   | Libanon       | 6  | 0 | 0 | 6 | 3  | 14 | –11 | 0   |              |

|                                                  |         |             |             |                                                                                                |
| 6 februari 2008 «onderlinge duels» 18:00 (UTC+2) | Libanon | 0 – 1       | Oezbekistan | Camille Chamoun Sports City Stadium, Beiroet Toeschouwers: 800 Scheidsrechter: Al Hilali (OMA) |
| 6 februari 2008 «onderlinge duels» 18:00 (UTC+2) |         | 44' Ahmedov |             | Camille Chamoun Sports City Stadium, Beiroet Toeschouwers: 800 Scheidsrechter: Al Hilali (OMA) |

|                                                  |                           |       |           |                                                                            |
| 6 februari 2008 «onderlinge duels» 20:15 (UTC+3) | Saoedi-Arabië             | 2 – 0 | Singapore | Koning Fahdstadion, Riyad Toeschouwers: 10.000 Scheidsrechter: Basma (SYR) |
| 6 februari 2008 «onderlinge duels» 20:15 (UTC+3) | Al-Qahtani 38' Mouath 81' |       |           | Koning Fahdstadion, Riyad Toeschouwers: 10.000 Scheidsrechter: Basma (SYR) |

|                                                |                                          |       |               |                                                                               |
| 26 maart 2008 «onderlinge duels» 16:00 (UTC+6) | Oezbekistan                              | 3 – 0 | Saoedi-Arabië | MHSK-stadion, Tasjkent Toeschouwers: 17.000 Scheidsrechter: Mohd Salleh (MAS) |
| 26 maart 2008 «onderlinge duels» 16:00 (UTC+6) | Kapadze 45+1' Sjatskich 65' Djeparov 67' |       |               | MHSK-stadion, Tasjkent Toeschouwers: 17.000 Scheidsrechter: Mohd Salleh (MAS) |

|                                                |                     |       |         |                                                                                  |
| 26 maart 2008 «onderlinge duels» 19:30 (UTC+8) | Singapore           | 2 – 0 | Libanon | Nationaal Stadion, Singapore Toeschouwers: 10.118 Scheidsrechter: Takayama (JPN) |
| 26 maart 2008 «onderlinge duels» 19:30 (UTC+8) | Duric 8' Shahul 24' |       |         | Nationaal Stadion, Singapore Toeschouwers: 10.118 Scheidsrechter: Takayama (JPN) |

|                                              |                                             |       |                                                                                   |                                                                                              |
| 2 juni 2008 «onderlinge duels» 19:30 (UTC+8) | Singapore                                   | 3 – 7 | Oezbekistan                                                                       | Nationaal Stadion, Singapore Toeschouwers: 28.750 Scheidsrechter: Ali Hamad Al-Badwawi (UAE) |
| 2 juni 2008 «onderlinge duels» 19:30 (UTC+8) | Đurić 16' Fahrudin 31' (pen.) Wilkinson 73' |       | 10' Kapadze 22' Karpenko 34' 44' Djeparov 42' Denisov 62' Ibrahimov 88' Sjatskich | Nationaal Stadion, Singapore Toeschouwers: 28.750 Scheidsrechter: Ali Hamad Al-Badwawi (UAE) |

|                                              |                                             |       |            |                                                                                    |
| 2 juni 2008 «onderlinge duels» 21:00 (UTC+3) | Saoedi-Arabië                               | 4 – 1 | Libanon    | Koning Fahdstadion, Riyad Toeschouwers: 8.000 Scheidsrechter: Saad Al Fadhli (KUW) |
| 2 juni 2008 «onderlinge duels» 21:00 (UTC+3) | Al-Qahtani 45', 90+1' Hawsawi 65' Tukar 83' |       | 43' El Ali | Koning Fahdstadion, Riyad Toeschouwers: 8.000 Scheidsrechter: Saad Al Fadhli (KUW) |

|                                              |                         |               |           |                                                                                |
| 7 juni 2008 «onderlinge duels» 19:00 (UTC+5) | Oezbekistan Geynrix 80' | 3 – 0 (Regl.) | Singapore | MHSK-stadion, Tasjkent Toeschouwers: 12.867 Scheidsrechter: Kim Dong-Jin (PRK) |
| 7 juni 2008 «onderlinge duels» 19:00 (UTC+5) |                         |               |           | MHSK-stadion, Tasjkent Toeschouwers: 12.867 Scheidsrechter: Kim Dong-Jin (PRK) |

|                                              |               |       |                  | |
| 7 juni 2008 «onderlinge duels» 18:00 (UTC+3) | Libanon       | 1 – 2 | Saoedi-Arabië    | Camille Chamoun Sports City Stadium, Beiroet Toeschouwers: 2.000 Scheidsrechter: Satop Tongkhan (THA) |
| 7 juni 2008 «onderlinge duels» 18:00 (UTC+3) | Ghaddar 90+3' |       | 45+2', 60' Tukar | Camille Chamoun Sports City Stadium, Beiroet Toeschouwers: 2.000 Scheidsrechter: Satop Tongkhan (THA) |

|                                               |                                   |               |               |                                                                                      |
| 14 juni 2008 «onderlinge duels» 19:30 (UTC+8) | Singapore Otaif 37' Al-Fraidi 76' | 0 – 3 (Regl.) | Saoedi-Arabië | Nationaal Stadion, Singapore Toeschouwers: 23.000 Scheidsrechter: Ben Williams (AUS) |
| 14 juni 2008 «onderlinge duels» 19:30 (UTC+8) |                                   |               |               | Nationaal Stadion, Singapore Toeschouwers: 23.000 Scheidsrechter: Ben Williams (AUS) |

|                                               |                                |       |         |                                                                                 |
| 14 juni 2008 «onderlinge duels» 19:00 (UTC+5) | Oezbekistan                    | 3 – 0 | Libanon | MHSK-stadion, Tasjkent Toeschouwers: 7.000 Scheidsrechter: Matthew Breeze (AUS) |
| 14 juni 2008 «onderlinge duels» 19:00 (UTC+5) | Ahmedov 50' 63' Djeparov 90+4' |       |         | MHSK-stadion, Tasjkent Toeschouwers: 7.000 Scheidsrechter: Matthew Breeze (AUS) |

|                                               |                                       |       |             |                                                                                      |
| 22 juni 2008 «onderlinge duels» 21:00 (UTC+3) | Saoedi-Arabië                         | 4 – 0 | Oezbekistan | Koning Fahdstadion, Riyad Toeschouwers: 5.000 Scheidsrechter: Yuichi Nishimura (JPN) |
| 22 juni 2008 «onderlinge duels» 21:00 (UTC+3) | Otaif 5' Mouath 36' 88' Al-Harthi 56' |       |             | Koning Fahdstadion, Riyad Toeschouwers: 5.000 Scheidsrechter: Yuichi Nishimura (JPN) |

|                                               |                    |       |                                 | |
| 22 juni 2008 «onderlinge duels» 18:00 (UTC+3) | Libanon            | 1 – 2 | Singapore                       | Camille Chamoun Sports City Stadium, Beiroet Toeschouwers: 500 Scheidsrechter: Masoud Moradi (IRN) |
| 22 juni 2008 «onderlinge duels» 18:00 (UTC+3) | Khaizan 62' (e.d.) |       | 72' (e.d.) Dayoub 73' Wilkinson | Camille Chamoun Sports City Stadium, Beiroet Toeschouwers: 500 Scheidsrechter: Masoud Moradi (IRN) |

### Groep 5
In deze volledige "Arabische" groep had de grote favoriet Iran een valse start, de eerste drie wedstrijden eindigden allemaal in een gelijkspel, na drie wedstrijden had de ploeg twee punten achterstand op Verenigde Arabische Emiraten en Syrië. Op de vierde en vijfde speeldag won Iran van beide landen en was kwalificatie alsnog rimpelloos. Syrië moest met drie goals verschil winnen van de Verenigde Arabische Emiraten om zich te plaatsen, het bleef bij 1-3 en de ploeg was uitgeschakeld. 
| Nr. | Land                         | GW | W | G | V | DV | DT | DS | Ptn | Resultaat    |
| --- | ---------------------------- | -- | - | - | - | -- | -- | -- | --- | ------------ |
| 1   | Iran                         | 6  | 3 | 3 | 0 | 7  | 2  | +5 | 12  | Vierde ronde |
| 2   | Verenigde Arabische Emiraten | 6  | 2 | 2 | 2 | 7  | 7  | 0  | 8   | Vierde ronde |
| 3   | Syrië                        | 6  | 2 | 2 | 2 | 7  | 8  | –1 | 8   |              |
| 4   | Koeweit                      | 6  | 1 | 1 | 4 | 8  | 12 | –4 | 4   |              |

|                                                     |         |       |       |                                                                         |
| 6 februari 2008 «onderlinge duels» 15:00 (UTC+3:30) | Iran    | 0 – 0 | Syrië | Azadistadion, Teheran Toeschouwers: 40.000 Scheidsrechter: Bashir (SIN) |
| 6 februari 2008 «onderlinge duels» 15:00 (UTC+3:30) | Verslag |       |       | Azadistadion, Teheran Toeschouwers: 40.000 Scheidsrechter: Bashir (SIN) |

|                                                  |                              |         |         |                                                                                         |
| 6 februari 2008 «onderlinge duels» 19:15 (UTC+4) | Verenigde Arabische Emiraten | 2 – 0   | Koeweit | Mohammed Bin Zayidstadion, Abu Dhabi Toeschouwers: 19.000 Scheidsrechter: Irmatov (UZB) |
| 6 februari 2008 «onderlinge duels» 19:15 (UTC+4) | Al Shehhi 14' Khalil 53'     | Verslag |         | Mohammed Bin Zayidstadion, Abu Dhabi Toeschouwers: 19.000 Scheidsrechter: Irmatov (UZB) |

|                                                |                         |         |                         |                                                                                         |
| 26 maart 2008 «onderlinge duels» 19:45 (UTC+3) | Koeweit                 | 2 – 2   | Iran                    | Al Kuwait Sports Clubstadion, Koeweit Toeschouwers: 15.000 Scheidsrechter: Breeze (AUS) |
| 26 maart 2008 «onderlinge duels» 19:45 (UTC+3) | Ajab 38' Al-Rashidi 81' | Verslag | 2' Nikbakht 5' Hosseini | Al Kuwait Sports Clubstadion, Koeweit Toeschouwers: 15.000 Scheidsrechter: Breeze (AUS) |

|                                                |           |         |                              |                                                                           |
| 26 maart 2008 «onderlinge duels» 14:30 (UTC+2) | Syrië     | 1 – 1   | Verenigde Arabische Emiraten | Abbasiyyinstadion, Damascus Toeschouwers: 15.00 Scheidsrechter: Sun (CHN) |
| 26 maart 2008 «onderlinge duels» 14:30 (UTC+2) | Chaabo 2' | Verslag | 54' Al Junaibi               | Abbasiyyinstadion, Damascus Toeschouwers: 15.00 Scheidsrechter: Sun (CHN) |

|                                              |                |         |         |                                                                                      |
| 2 juni 2008 «onderlinge duels» 20:00 (UTC+3) | Syrië          | 1 – 0   | Koeweit | Abbasiyyinstadion, Damascus Toeschouwers: 25.000 Scheidsrechter: Salem Mujghef (JOR) |
| 2 juni 2008 «onderlinge duels» 20:00 (UTC+3) | Al-Hussain 52' | Verslag |         | Abbasiyyinstadion, Damascus Toeschouwers: 25.000 Scheidsrechter: Salem Mujghef (JOR) |

|                                                 |         |       |                              |                                                                               |
| 2 juni 2008 «onderlinge duels» 19:00 (UTC+4:30) | Iran    | 0 – 0 | Verenigde Arabische Emiraten | Azadistadion, Teheran Toeschouwers: 50.000 Scheidsrechter: Lee Gi-Young (KOR) |
| 2 juni 2008 «onderlinge duels» 19:00 (UTC+4:30) | Verslag |       |                              | Azadistadion, Teheran Toeschouwers: 50.000 Scheidsrechter: Lee Gi-Young (KOR) |

|                                              |                              |         |          |                                                                                         |
| 7 juni 2008 «onderlinge duels» 20:00 (UTC+4) | Verenigde Arabische Emiraten | 0 – 1   | Iran     | Sheikh Kalifastadion, Al Ain Toeschouwers: 9.000 Scheidsrechter: Yuichi Nishimura (JPN) |
| 7 juni 2008 «onderlinge duels» 20:00 (UTC+4) |                              | Verslag | Zandi 8' | Sheikh Kalifastadion, Al Ain Toeschouwers: 9.000 Scheidsrechter: Yuichi Nishimura (JPN) |

|                                              |                                        |         |                      |                                                                                      |
| 8 juni 2008 «onderlinge duels» 20:45 (UTC+3) | Koeweit                                | 4 – 2   | Syrië                | Thamirstadion, Salmiya Toeschouwers: 10.000 Scheidsrechter: Abdullah Al Hilali (OMA) |
| 8 juni 2008 «onderlinge duels» 20:45 (UTC+3) | Ajab 2', 20', 63' Al Khouja 57' (e.d.) | Verslag | 10', 45+2' Al-Khatib | Thamirstadion, Salmiya Toeschouwers: 10.000 Scheidsrechter: Abdullah Al Hilali (OMA) |

|                                               |       |         |                          |                                                                                       |
| 14 juni 2008 «onderlinge duels» 20:00 (UTC+3) | Syrië | 0 – 2   | Iran                     | Abbasiyyinstadion, Damascus Toeschouwers: 25.000 Scheidsrechter: Satop Tongkhan (THA) |
| 14 juni 2008 «onderlinge duels» 20:00 (UTC+3) |       | Verslag | 64' Rezaei 90+5' Khalili | Abbasiyyinstadion, Damascus Toeschouwers: 25.000 Scheidsrechter: Satop Tongkhan (THA) |

|                                               |              |         |                               |                                                                                          |
| 14 juni 2008 «onderlinge duels» 20:45 (UTC+3) | Koeweit      | 2 – 3   | Verenigde Arabische Emiraten  | Thamirstadion, Salmiya Toeschouwers: 20.000 Scheidsrechter: Subkhiddin Mohd Salleh (MAS) |
| 14 juni 2008 «onderlinge duels» 20:45 (UTC+3) | Ajab 52' 79' | Verslag | 23', 39' Matar 90+1' Mohammed | Thamirstadion, Salmiya Toeschouwers: 20.000 Scheidsrechter: Subkhiddin Mohd Salleh (MAS) |

|                                                  |                           |         |         |                                                                             |
| 22 juni 2008 «onderlinge duels» 20:30 (UTC+4:30) | Iran                      | 2 – 0   | Koeweit | Azadistadion, Teheran Toeschouwers: 20.000 Scheidsrechter: Sun Baojie (CHN) |
| 22 juni 2008 «onderlinge duels» 20:30 (UTC+4:30) | Nekounam 17' Rezaei 90+2' | Verslag |         | Azadistadion, Teheran Toeschouwers: 20.000 Scheidsrechter: Sun Baojie (CHN) |

|                                               |                              |         |                                 |                                                                                |
| 22 juni 2008 «onderlinge duels» 20:00 (UTC+4) | Verenigde Arabische Emiraten | 1 – 3   | Syrië                           | Al Qatarastadion, Al Ain Toeschouwers: 7.000 Scheidsrechter: Mark Shield (AUS) |
| 22 juni 2008 «onderlinge duels» 20:00 (UTC+4) | Matar 83' (pen.)             | Verslag | 34', 51' Al Hussain 90+3' Malki | Al Qatarastadion, Al Ain Toeschouwers: 7.000 Scheidsrechter: Mark Shield (AUS) |

## Vierde ronde
In de vierde ronde werden de 10 landen, op 27 juni 2008, geloot in twee groepen van 5 teams. De teams speelden twee keer tegen elkaar, uit en thuis. De nummers 1 en 2 plaatsten zich voor de eindronde. De nummers 3 gingen door naar de play-off.

### Loting
Bij de loting werden de landen ingedeeld naar sterkte, overeenkomstig met de ranglijst die bij de loting voor de eerste ronde was gebruikt. Daarbij werd de uitzondering gemaakt voor de landen 1 t/m 5 die allen deelnamen aan het wereldkampioenschap voetbal 2006. Deze landen werden gerangschikt op basis van de prestaties bij dat kampioenschap.
- 1. Australië (haalde de achtste finale)
- 2. Zuid-Korea (haalde 4 punten)
- 3. Iran (haalde 1 punt, doelsaldo –4)
- 4. Japan (haalde 1 punt, doelsaldo –5 (2-7))
- 4. Saoedi-Arabië (haalde 1 punt, doelsaldo –5 (2-7))

| Pot 1                | Pot 2      | Pot 3                 | Pot 4                                                      |
| -------------------- | ---------- | --------------------- | ---------------------------------------------------------- |
| Australië Zuid-Korea | Iran Japan | Saoedi-Arabië Bahrein | Oezbekistan Noord-Korea Verenigde Arabische Emiraten Qatar |

Er werden vier potten gemaakt, de potten 1, 2 en 3 bestonden uit twee teams, pot 4 uit vier teams. Uit de potten 1, 2 en 3 werd 1 land geloot en uit pot 4 twee landen. Omdat Japan en Saoedi-Arabië de 4e plaats deelden, werd er eerst geloot welk van beide landen in pot 2 zou komen en welke in pot 3.

### Groep A
Australië en Japan waren van tevoren de grote favorieten en maakten het ook waar, de ploegen verloren geen wedstrijd van de andere teams en plaatsten zich vlak achterelkaar. Voor de derde plaats had Bahrein op de laatste speeldag een voorsprong van drie punten op Oezbekistan, het won de wedstrijd en verzekerde zich van de play-offs.
| Nr. | Land        | GW | W | G | V | DV | DT | DS  | Ptn | Resultaat                              |
| --- | ----------- | -- | - | - | - | -- | -- | --- | --- | -------------------------------------- |
| 1   | Australië   | 8  | 6 | 2 | 0 | 12 | 1  | +11 | 20  | Gekwalificeerd voor het hoofdtoernooi. |
| 2   | Japan       | 8  | 4 | 3 | 1 | 11 | 6  | +5  | 15  | Gekwalificeerd voor het hoofdtoernooi. |
| 3   | Bahrein     | 8  | 3 | 1 | 4 | 6  | 8  | –2  | 10  | Play-off tegen nummer 3 groep B        |
| 4   | Qatar       | 8  | 1 | 3 | 4 | 5  | 14 | –9  | 6   |                                        |
| 5   | Oezbekistan | 8  | 1 | 1 | 6 | 5  | 10 | –5  | 4   |                                        |

|                                                   |                          |         |                                                 | |
| 6 september 2008 «onderlinge duels» 21:30 (UTC+3) | Bahrein                  | 2 – 3   | Japan                                           | Bahrain National Stadium, Madinat 'Isa Toeschouwers: 20.000 Scheidsrechter: Abdul Malik Bashir (SIN) |
| 6 september 2008 «onderlinge duels» 21:30 (UTC+3) | Isa 87' Tulio 89' (e.d.) | Verslag | 18' S. Nakamura 44' (pen.) Endō 85' K. Nakamura | Bahrain National Stadium, Madinat 'Isa Toeschouwers: 20.000 Scheidsrechter: Abdul Malik Bashir (SIN) |

|                                                   |                                             |         |             |                                                                                                |
| 6 september 2008 «onderlinge duels» 22:00 (UTC+3) | Qatar                                       | 3 – 0   | Oezbekistan | Jassim Bin Hamadstadion, Doha Toeschouwers: 8.000 Scheidsrechter: Subkhiddin Mohd Salleh (MAS) |
| 6 september 2008 «onderlinge duels» 22:00 (UTC+3) | Siddiq 37' Magid Mohamed 73' Al-Bloushi 86' | Verslag |             | Jassim Bin Hamadstadion, Doha Toeschouwers: 8.000 Scheidsrechter: Subkhiddin Mohd Salleh (MAS) |

|                                                    |             |         |                  |                                                                                               |
| 10 september 2008 «onderlinge duels» 20:30 (UTC+5) | Oezbekistan | 0 – 1   | Australië        | Pakhtakor Markaziystadion, Tasjkent Toeschouwers: 34.000 Scheidsrechter: Saad Al Fadhli (KUW) |
| 10 september 2008 «onderlinge duels» 20:30 (UTC+5) |             | Verslag | 26' Chipperfield | Pakhtakor Markaziystadion, Tasjkent Toeschouwers: 34.000 Scheidsrechter: Saad Al Fadhli (KUW) |

|                                                    |          |         |            |                                                                                      |
| 10 september 2008 «onderlinge duels» 22:00 (UTC+3) | Qatar    | 1 – 1   | Bahrein    | Jassim Bin Hamadstadion, Doha Toeschouwers: 7.000 Scheidsrechter: Kim Dong-Jin (KOR) |
| 10 september 2008 «onderlinge duels» 22:00 (UTC+3) | Soria 6' | Verslag | 67' Fatadi | Jassim Bin Hamadstadion, Doha Toeschouwers: 7.000 Scheidsrechter: Kim Dong-Jin (KOR) |

|                                                   |                                               |         |       |                                                                                       |
| 15 oktober 2008 «onderlinge duels» 20:00 (UTC+10) | Australië                                     | 4 – 0   | Qatar | Suncorp Stadium, Brisbane Toeschouwers: 34.320 Scheidsrechter: Khalil Al Ghamdi (KSA) |
| 15 oktober 2008 «onderlinge duels» 20:00 (UTC+10) | Cahill 8' Emerton 17' (pen.), 58' Kennedy 76' | Verslag |       | Suncorp Stadium, Brisbane Toeschouwers: 34.320 Scheidsrechter: Khalil Al Ghamdi (KSA) |

|                                                  |            |         |               |                                                                                         |
| 15 oktober 2008 «onderlinge duels» 19:30 (UTC+9) | Japan      | 1 – 1   | Oezbekistan   | Saitamastadion, Saitama Toeschouwers: 55.142 Scheidsrechter: Ali Hamad Al-Badwawi (UAE) |
| 15 oktober 2008 «onderlinge duels» 19:30 (UTC+9) | Tamada 40' | Verslag | 27' Sjatskich | Saitamastadion, Saitama Toeschouwers: 55.142 Scheidsrechter: Ali Hamad Al-Badwawi (UAE) |

|                                                   |         |         |                 |                                                                                                 |
| 19 november 2008 «onderlinge duels» 18:00 (UTC+3) | Bahrein | 0 – 1   | Australië       | Bahrain National Stadium, Madinat 'Isa Toeschouwers: 10.000 Scheidsrechter: Masoud Moradi (IRN) |
| 19 november 2008 «onderlinge duels» 18:00 (UTC+3) |         | Verslag | 90+3' Bresciano | Bahrain National Stadium, Madinat 'Isa Toeschouwers: 10.000 Scheidsrechter: Masoud Moradi (IRN) |

|                                                   |       |         |                                 |                                                                                     |
| 19 november 2008 «onderlinge duels» 19:30 (UTC+3) | Qatar | 0 – 3   | Japan                           | Jassim Bin Hamadstadion, Doha Toeschouwers: 13.000 Scheidsrechter: Sun Baojie (CHN) |
| 19 november 2008 «onderlinge duels» 19:30 (UTC+3) |       | Verslag | 19' Tanaka 47' Tamada 68' Tulio | Jassim Bin Hamadstadion, Doha Toeschouwers: 13.000 Scheidsrechter: Sun Baojie (CHN) |

|                                                   |         |       |           |                                                                                          |
| 11 februari 2009 «onderlinge duels» 19:20 (UTC+9) | Japan   | 0 – 0 | Australië | Internationaal Stadion, Yokohama Toeschouwers: 66.000 Scheidsrechter: Muhsen Basma (SYR) |
| 11 februari 2009 «onderlinge duels» 19:20 (UTC+9) | Verslag |       |           | Internationaal Stadion, Yokohama Toeschouwers: 66.000 Scheidsrechter: Muhsen Basma (SYR) |

|                                                   |             |         |                   | |
| 11 februari 2009 «onderlinge duels» 16:00 (UTC+5) | Oezbekistan | 0 – 1   | Bahrein           | Pakhtakor Markaziystadion, Tasjkent Toeschouwers: 30.000 Scheidsrechter: Subkhiddin Mohd Salleh (MAS) |
| 11 februari 2009 «onderlinge duels» 16:00 (UTC+5) |             | Verslag | 90+4' Abdulrahman | Pakhtakor Markaziystadion, Tasjkent Toeschouwers: 30.000 Scheidsrechter: Subkhiddin Mohd Salleh (MAS) |

|                                                |                 |         |         |                                                                                 |
| 28 maart 2009 «onderlinge duels» 19:20 (UTC+9) | Japan           | 1 – 0   | Bahrein | Saitamastadion, Saitama Toeschouwers: 57.276 Scheidsrechter: Kim Dong-Jin (KOR) |
| 28 maart 2009 «onderlinge duels» 19:20 (UTC+9) | S. Nakamura 47' | Verslag |         | Saitamastadion, Saitama Toeschouwers: 57.276 Scheidsrechter: Kim Dong-Jin (KOR) |

|                                                |                                     |         |       |                                                                                              |
| 28 maart 2009 «onderlinge duels» 17:00 (UTC+5) | Oezbekistan                         | 4 – 0   | Qatar | Pakhtakor Markaziystadion, Tasjkent Toeschouwers: 18.000 Scheidsrechter: Masoud Moradi (IRN) |
| 28 maart 2009 «onderlinge duels» 17:00 (UTC+5) | Tadjiyev 34', 45+2', 53' Soliev 62' | Verslag |       | Pakhtakor Markaziystadion, Tasjkent Toeschouwers: 18.000 Scheidsrechter: Masoud Moradi (IRN) |

|                                                |                               |         |             |                                                                                     |
| 1 april 2009 «onderlinge duels» 20:00 (UTC+11) | Australië                     | 2 – 0   | Oezbekistan | ANZ Stadium, Sydney Toeschouwers: 57.292 Scheidsrechter: Ali Hamad Al-Badwawi (UAE) |
| 1 april 2009 «onderlinge duels» 20:00 (UTC+11) | Kennedy 66' Kewell 73' (pen.) | Verslag |             | ANZ Stadium, Sydney Toeschouwers: 57.292 Scheidsrechter: Ali Hamad Al-Badwawi (UAE) |

|                                               |           |         |       |                                                                                              |
| 1 april 2009 «onderlinge duels» 17:15 (UTC+3) | Bahrein   | 1 – 0   | Qatar | Bahrain National Stadium, Madinat 'Isa Toeschouwers: 20.000 Scheidsrechter: Sun Baojie (CHN) |
| 1 april 2009 «onderlinge duels» 17:15 (UTC+3) | Aaish 52' | Verslag |       | Bahrain National Stadium, Madinat 'Isa Toeschouwers: 20.000 Scheidsrechter: Sun Baojie (CHN) |

|                                              |             |         |            |                                                                                             |
| 6 juni 2009 «onderlinge duels» 19:00 (UTC+5) | Oezbekistan | 0 – 1   | Japan      | Pakhtakor Markaziystadion, Tasjkent Toeschouwers: 34.000 Scheidsrechter: Muhsen Basma (SYR) |
| 6 juni 2009 «onderlinge duels» 19:00 (UTC+5) |             | Verslag | 9' Okazaki | Pakhtakor Markaziystadion, Tasjkent Toeschouwers: 34.000 Scheidsrechter: Muhsen Basma (SYR) |

|                                              |         |       |           |                                                                                            |
| 6 juni 2009 «onderlinge duels» 19:00 (UTC+3) | Qatar   | 0 – 0 | Australië | Jassim Bin Hamadstadion, Doha Toeschouwers: 7.000 Scheidsrechter: Abdul Malik Bashir (SIN) |
| 6 juni 2009 «onderlinge duels» 19:00 (UTC+3) | Verslag |       |           | Jassim Bin Hamadstadion, Doha Toeschouwers: 7.000 Scheidsrechter: Abdul Malik Bashir (SIN) |

|                                                |                           |         |         |                                                                                   |
| 10 juni 2009 «onderlinge duels» 20:00 (UTC+10) | Australië                 | 2 – 0   | Bahrein | ANZ Stadium, Sydney Toeschouwers: 39.540 Scheidsrechter: Abdullah Al Hilali (OMA) |
| 10 juni 2009 «onderlinge duels» 20:00 (UTC+10) | Sterjovski 55' Carney 88' | Verslag |         | ANZ Stadium, Sydney Toeschouwers: 39.540 Scheidsrechter: Abdullah Al Hilali (OMA) |

|                                               |                     |         |                 | |
| 10 juni 2009 «onderlinge duels» 19:20 (UTC+9) | Japan               | 1 – 1   | Qatar           | Internationaal Stadion, Yokohama Toeschouwers: 60.256 Scheidsrechter: Subkhiddin Mohd Salleh (MAS) |
| 10 juni 2009 «onderlinge duels» 19:20 (UTC+9) | Al Binali 3' (e.d.) | Verslag | 53' (pen.) Afif | Internationaal Stadion, Yokohama Toeschouwers: 60.256 Scheidsrechter: Subkhiddin Mohd Salleh (MAS) |

|                                                |                 |         |           |                                                                                                 |
| 17 juni 2009 «onderlinge duels» 20:20 (UTC+10) | Australië       | 2 – 1   | Japan     | Melbourne Cricket Ground, Melbourne Toeschouwers: 74.100 Scheidsrechter: Khalil Al Ghamdi (KSA) |
| 17 juni 2009 «onderlinge duels» 20:20 (UTC+10) | Cahill 59', 77' | Verslag | 39' Tulio | Melbourne Cricket Ground, Melbourne Toeschouwers: 74.100 Scheidsrechter: Khalil Al Ghamdi (KSA) |

|                                               |                 |         |             |                                                                                                 |
| 17 juni 2009 «onderlinge duels» 19:30 (UTC+3) | Bahrein         | 1 – 0   | Oezbekistan | Bahrain National Stadium, Madinat 'Isa Toeschouwers: 14.100 Scheidsrechter: Masoud Moradi (IRN) |
| 17 juni 2009 «onderlinge duels» 19:30 (UTC+3) | Abdulrahman 73' | Verslag |             | Bahrain National Stadium, Madinat 'Isa Toeschouwers: 14.100 Scheidsrechter: Masoud Moradi (IRN) |

### Groep B
De tweede groep was veel spannender, er deden drie teams mee, die zich vaak plaatsten voor een WK (Zuid-Korea, Iran, Saoedi-Arabië), daarnaast had het concurrentie van het Noord-Koreaanse team, dat zich voor de eerste keer in jaren manifesteerde. Halverwege de competitie stonden de twee Koreaanse teams bovenaan. Het onderlinge treffen, opnieuw gespeeld in Shanghai, eindigde opnieuw in een gelijkspel (1-1), Iran won met 2-1 van Noord-Korea, maar Iran speelde de andere drie wedstrijden gelijk. Noord-Korea won met 1-0 van Saoedi-Arabië, waarna de coach ontslag nam. Na vier wedstrijden had Zuid-Korea acht punten, Noord-Korea zeven, Iran zes en Saoedi-Arabië vier punten.
Op de zesde speelronde zorgde Saoedi-Arabië ervoor dat het land weer mee deed, het won nota bene in Teheran met 1-2 van erfvijand Iran, de goals van de Arabieren vielen in de slotfase en coach en Irans levende legende Ali Daei werd op zijn beurt ontslagen. Op de zevende speelronde verloor Noord-Korea in Seoul van Zuid-Korea door een late treffer van Kim Chi-Woo, volgens hun coach waren de spelers vergiftigd. Op de achtste speelronde kwam Noord-Korea niet verder dan een 0-0 gelijkspel tegen Iran, Zuid-Korea won met 0-2 van de Verenigde Arabische Emiraten en kon WK-deelname nauwelijks nog ontgaan. Met nog twee speelrondes te gaan had Zuid-Korea veertien punten, Noord-Korea elf, Saoedi-Arabië tien en Iran zeven punten, waarbij Noord-Korea één wedstrijd meer had gespeeld.
Zuid-Korea had nog één punt nodig en na een doelpuntloos gelijkspel tegen Saoedi-Arabië werd dat punt behaald. Voor de laatste speelronden hadden Noord-Korea en Saoedi-Arabië elf punten en speelden tegen elkaar in Saoedi-Arabië, Iran had één punt minder en moest winnen van Zuid-Korea. Iran leek te gaan winnen van Zuid-Korea, maar een gelijkmaker van Manchester United-speler Park Ji-sung gooide roet in het eten. Zes Iraanse spelers van Iran droegen groene polsbanden als sympathie voor de opstand in hun land, vier spelers werden levenlang geschorst. Vanwege het tijdsverschil wist Iran dat het nu alleen bij een Arabische overwinning op Noord-Korea de play-offs zou halen. Zover kwam het niet, Noord-Korea groef zich in zoals in de hele kwalificatie en sleepte een doelpuntloos gelijkspel uit het vuur. Noord-Korea haalde voor de eerste keer het eindtoernooi sinds 1966, toen het van Italië won en in de kwartfinales een 3-0 voorsprong nam tegen Portugal.
| Nr. | Land                         | GW | W | G | V | DV | DT | DS  | Ptn | Resultaat                              |
| --- | ---------------------------- | -- | - | - | - | -- | -- | --- | --- | -------------------------------------- |
| 1   | Zuid-Korea                   | 8  | 4 | 4 | 0 | 12 | 4  | +8  | 16  | Gekwalificeerd voor het hoofdtoernooi. |
| 2   | Noord-Korea                  | 8  | 3 | 3 | 2 | 7  | 5  | +2  | 12  | Gekwalificeerd voor het hoofdtoernooi. |
| 3   | Saoedi-Arabië                | 8  | 3 | 3 | 2 | 8  | 8  | 0   | 12  | Play-off tegen nummer 3 groep A        |
| 4   | Iran                         | 8  | 2 | 5 | 1 | 8  | 7  | –1  | 11  |                                        |
| 5   | Verenigde Arabische Emiraten | 8  | 0 | 1 | 7 | –6 | 17 | –11 | 1   |                                        |

|                                                   |                              |         |                                    |                                                                                                 |
| 6 september 2008 «onderlinge duels» 22:15 (UTC+4) | Verenigde Arabische Emiraten | 1 – 2   | Noord-Korea                        | Mohammed Bin Zayidstadion, Abu Dhabi Toeschouwers: 10.000 Scheidsrechter: Ravshan Irmatov (UZB) |
| 6 september 2008 «onderlinge duels» 22:15 (UTC+4) | Saeed 86'                    | Verslag | 72' Choe Kum-Chol 81' An Chol-Hyok | Mohammed Bin Zayidstadion, Abu Dhabi Toeschouwers: 10.000 Scheidsrechter: Ravshan Irmatov (UZB) |

|                                                   |               |         |              |                                                                                  |
| 6 september 2008 «onderlinge duels» 22:15 (UTC+3) | Saoedi-Arabië | 1 – 1   | Iran         | Koning Fahdstadion, Riyad Toeschouwers: 50.000 Scheidsrechter: Mark Shield (AUS) |
| 6 september 2008 «onderlinge duels» 22:15 (UTC+3) | Al-Harthi 29' | Verslag | 81' Nekounam | Koning Fahdstadion, Riyad Toeschouwers: 50.000 Scheidsrechter: Mark Shield (AUS) |

|                                                    |                         |         |                  |                                                                                         |
| 10 september 2008 «onderlinge duels» 20:00 (UTC+8) | Noord-Korea             | 1 – 1   | Zuid-Korea       | Hongkoustadion, Shanghai (China) Toeschouwers: 3.000 Scheidsrechter: Muhsen Basma (SYR) |
| 10 september 2008 «onderlinge duels» 20:00 (UTC+8) | Hong Yong-jo 64' (pen.) | Verslag | 69' Ki Sung-yong | Hongkoustadion, Shanghai (China) Toeschouwers: 3.000 Scheidsrechter: Muhsen Basma (SYR) |

|                                                    |                              |         |                         |                                                                                                  |
| 10 september 2008 «onderlinge duels» 22:15 (UTC+4) | Verenigde Arabische Emiraten | 1 – 2   | Saoedi-Arabië           | Mohammed Bin Zayidstadion, Abu Dhabi Toeschouwers: 15.000 Scheidsrechter: Yuichi Nishimura (JPN) |
| 10 september 2008 «onderlinge duels» 22:15 (UTC+4) | Khater 23'                   | Verslag | 69' Otaif 73' Al-Fraidi | Mohammed Bin Zayidstadion, Abu Dhabi Toeschouwers: 15.000 Scheidsrechter: Yuichi Nishimura (JPN) |

|                                                  |                                                        |         |                              |                                                                                         |
| 15 oktober 2008 «onderlinge duels» 20:00 (UTC+9) | Zuid-Korea                                             | 4 – 1   | Verenigde Arabische Emiraten | Seoul World Cupstadion, Seoel Toeschouwers: 30.000 Scheidsrechter: Matthew Breeze (AUS) |
| 15 oktober 2008 «onderlinge duels» 20:00 (UTC+9) | Lee Keun-ho 20', 80' Park Ji-sung 26' Kwak Tae-hwi 89' | Verslag | 72' Al Hammadi               | Seoul World Cupstadion, Seoel Toeschouwers: 30.000 Scheidsrechter: Matthew Breeze (AUS) |

|                                                     |                            |         |                 |                                                                                     |
| 15 oktober 2008 «onderlinge duels» 17:00 (UTC+3:30) | Iran                       | 2 – 1   | Noord-Korea     | Azadistadion, Teheran Toeschouwers: 60.000 Scheidsrechter: Abdullah Al Hilali (OMA) |
| 15 oktober 2008 «onderlinge duels» 17:00 (UTC+3:30) | Mahdavikia 9' Nekounam 63' | Verslag | 72' Jong Tae-se | Azadistadion, Teheran Toeschouwers: 60.000 Scheidsrechter: Abdullah Al Hilali (OMA) |

|                                                   |                              |         |             |                                                                                           |
| 19 november 2008 «onderlinge duels» 19:15 (UTC+4) | Verenigde Arabische Emiraten | 1 – 1   | Iran        | Al-Maktoumstadion, Dubai Toeschouwers: 8.000 Scheidsrechter: Subkhiddin Mohd Salleh (MAS) |
| 19 november 2008 «onderlinge duels» 19:15 (UTC+4) | Juma'a 19'                   | Verslag | 81' Bagheri | Al-Maktoumstadion, Dubai Toeschouwers: 8.000 Scheidsrechter: Subkhiddin Mohd Salleh (MAS) |

|                                                   |               |         |                                      |                                                                                         |
| 19 november 2008 «onderlinge duels» 19:35 (UTC+3) | Saoedi-Arabië | 0 – 2   | Zuid-Korea                           | Koning Fahdstadion, Riyad Toeschouwers: 60.000 Scheidsrechter: Abdul Malik Bashir (SIN) |
| 19 november 2008 «onderlinge duels» 19:35 (UTC+3) |               | Verslag | 76' Lee Keun-ho 90+2' Park Chu-young | Koning Fahdstadion, Riyad Toeschouwers: 60.000 Scheidsrechter: Abdul Malik Bashir (SIN) |

|                                                   |                |         |               |                                                                                          |
| 11 februari 2009 «onderlinge duels» 15:00 (UTC+9) | Noord-Korea    | 1 – 0   | Saoedi-Arabië | Kim Il-sungstadion, Pyongyang Toeschouwers: 48.000 Scheidsrechter: Ravshan Irmatov (UZB) |
| 11 februari 2009 «onderlinge duels» 15:00 (UTC+9) | Mun In-Guk 28' | Verslag |               | Kim Il-sungstadion, Pyongyang Toeschouwers: 48.000 Scheidsrechter: Ravshan Irmatov (UZB) |

|                                                      |              |         |                  |                                                                               |
| 11 februari 2009 «onderlinge duels» 15:00 (UTC+3:30) | Iran         | 1 – 1   | Zuid-Korea       | Azadistadion, Teheran Toeschouwers: 75.000 Scheidsrechter: Ben Williams (AUS) |
| 11 februari 2009 «onderlinge duels» 15:00 (UTC+3:30) | Nekounam 58' | Verslag | 81' Park Ji-sung | Azadistadion, Teheran Toeschouwers: 75.000 Scheidsrechter: Ben Williams (AUS) |

|                                                |                                   |         |                              |                                                                                         |
| 28 maart 2009 «onderlinge duels» 15:30 (UTC+9) | Noord-Korea                       | 2 – 0   | Verenigde Arabische Emiraten | Kim Il-sungstadion, Pyongyang Toeschouwers: 50.000 Scheidsrechter: Matthew Breeze (AUS) |
| 28 maart 2009 «onderlinge duels» 15:30 (UTC+9) | Pak Nam-Chol 51' Mun In-Guk 90+3' | Verslag |                              | Kim Il-sungstadion, Pyongyang Toeschouwers: 50.000 Scheidsrechter: Matthew Breeze (AUS) |

|                                                   |             |         |                            |                                                                                    |
| 28 maart 2009 «onderlinge duels» 19:00 (UTC+4:30) | Iran        | 1 – 2   | Saoedi-Arabië              | Azadistadion, Teheran Toeschouwers: 100.000 Scheidsrechter: Yuichi Nishimura (JPN) |
| 28 maart 2009 «onderlinge duels» 19:00 (UTC+4:30) | Shojaei 57' | Verslag | 79' Hazazi 87' Al-Muwallad | Azadistadion, Teheran Toeschouwers: 100.000 Scheidsrechter: Yuichi Nishimura (JPN) |

|                                               |                 |         |             |                                                                                             |
| 1 april 2009 «onderlinge duels» 20:00 (UTC+9) | Zuid-Korea      | 1 – 0   | Noord-Korea | Seoul World Cupstadion, Seoel Toeschouwers: 48.000 Scheidsrechter: Abdullah Al Hilali (OMA) |
| 1 april 2009 «onderlinge duels» 20:00 (UTC+9) | Kim Chi-Woo 86' | Verslag |             | Seoul World Cupstadion, Seoel Toeschouwers: 48.000 Scheidsrechter: Abdullah Al Hilali (OMA) |

|                                               |                                            |         |                              |                                                                                             |
| 1 april 2009 «onderlinge duels» 20:30 (UTC+3) | Saoedi-Arabië                              | 3 – 2   | Verenigde Arabische Emiraten | Koning Fahdstadion, Riyad Toeschouwers: 70.000 Scheidsrechter: Subkhiddin Mohd Salleh (MAS) |
| 1 april 2009 «onderlinge duels» 20:30 (UTC+3) | Otaif 4' (pen.) Juma 70' (e.d.) Hazazi 85' | Verslag | 38' Al Shehhi 45+1' Matar    | Koning Fahdstadion, Riyad Toeschouwers: 70.000 Scheidsrechter: Subkhiddin Mohd Salleh (MAS) |

|                                              |             |       |      |                                                                                   |
| 6 juni 2009 «onderlinge duels» 17:00 (UTC+9) | Noord-Korea | 0 – 0 | Iran | Yanggakdostadion, Pyongyang Toeschouwers: 30.000 Scheidsrechter: Sun Baojie (CHN) |
| 6 juni 2009 «onderlinge duels» 17:00 (UTC+9) | Verslag     |       |      | Yanggakdostadion, Pyongyang Toeschouwers: 30.000 Scheidsrechter: Sun Baojie (CHN) |

|                                              |                              |         |                                    |                                                                                     |
| 6 juni 2009 «onderlinge duels» 20:15 (UTC+4) | Verenigde Arabische Emiraten | 0 – 2   | Zuid-Korea                         | Al-Maktoumstadion, Dubai Toeschouwers: 4.000 Scheidsrechter: Abdullah Balideh (QAT) |
| 6 juni 2009 «onderlinge duels» 20:15 (UTC+4) |                              | Verslag | 9' Park Chu-young 37' Ki Sung-yong | Al-Maktoumstadion, Dubai Toeschouwers: 4.000 Scheidsrechter: Abdullah Balideh (QAT) |

|                                               |            |       |               |                                                                                       |
| 10 juni 2009 «onderlinge duels» 20:00 (UTC+9) | Zuid-Korea | 0 – 0 | Saoedi-Arabië | Seoul World Cupstadion, Seoel Toeschouwers: 32.510 Scheidsrechter: Ben Williams (AUS) |
| 10 juni 2009 «onderlinge duels» 20:00 (UTC+9) | Verslag    |       |               | Seoul World Cupstadion, Seoel Toeschouwers: 32.510 Scheidsrechter: Ben Williams (AUS) |

|                                                  |            |         |                              |                                                                                  |
| 10 juni 2009 «onderlinge duels» 19:00 (UTC+4:30) | Iran       | 1 – 0   | Verenigde Arabische Emiraten | Azadistadion, Teheran Toeschouwers: 38.000 Scheidsrechter: Ravshan Irmatov (UZB) |
| 10 juni 2009 «onderlinge duels» 19:00 (UTC+4:30) | Karimi 53' | Verslag |                              | Azadistadion, Teheran Toeschouwers: 38.000 Scheidsrechter: Ravshan Irmatov (UZB) |

|                                               |                  |         |             |                                                                                           |
| 17 juni 2009 «onderlinge duels» 20:00 (UTC+9) | Zuid-Korea       | 1 – 1   | Iran        | Seoul World Cupstadion, Seoel Toeschouwers: 40.000 Scheidsrechter: Yuichi Nishimura (JPN) |
| 17 juni 2009 «onderlinge duels» 20:00 (UTC+9) | Park Ji-sung 82' | Verslag | 52' Shojaei | Seoul World Cupstadion, Seoel Toeschouwers: 40.000 Scheidsrechter: Yuichi Nishimura (JPN) |

|                                               |               |       |             |                                                                                   |
| 17 juni 2009 «onderlinge duels» 21:00 (UTC+3) | Saoedi-Arabië | 0 – 0 | Noord-Korea | Koning Fahdstadion, Riyad Toeschouwers: 65.000 Scheidsrechter: Muhsen Basma (SYR) |
| 17 juni 2009 «onderlinge duels» 21:00 (UTC+3) | Verslag       |       |             | Koning Fahdstadion, Riyad Toeschouwers: 65.000 Scheidsrechter: Muhsen Basma (SYR) |

## Play-off
De teams die in de vierde ronde op de derde plaats eindigden speelden tegen elkaar in een uit- en thuiswedstrijd op 5 en 9 september 2009.
Na een 0-0 gelijkspel in de eerste wedstrijd moest de play-off wedstrijd tussen Saoedi-Arabië en Bahrein beslist worden in Saudi-Arabië. Na een 1-1 ruststand leek het erop dat Bahrein zich zou plaatsen voor de continentale play-off. In de eerste minuut van de blessure-tijd kopte Hamad Al-Montashari naar een voorsprong voor de Saudi's, maar in de derde minuut van de blessure-tijd zorgde Ismael Abdullatif voor de Bahreinse gelijkmaker. Saudi-Arabië plaatste zich voor de eerste keer sinds 1990 niet voor een WK-toernooi.
|                                                   |         |       |               |                                                                                             |
| 5 september 2009 «onderlinge duels» 22:00 (UTC+3) | Bahrein | 0 – 0 | Saoedi-Arabië | Bahrain National Stadium, Riffa Toeschouwers: 16.000 Scheidsrechter: Yuichi Nishimura (JPN) |
| 5 september 2009 «onderlinge duels» 22:00 (UTC+3) |         |       |               | Bahrain National Stadium, Riffa Toeschouwers: 16.000 Scheidsrechter: Yuichi Nishimura (JPN) |

|                                                   |                                     |       |                                  |                                                                                      |
| 9 september 2009 «onderlinge duels» 22:15 (UTC+3) | Saoedi-Arabië                       | 2 – 2 | Bahrein                          | Koning Fahdstadion, Riyad Toeschouwers: 50.000 Scheidsrechter: Ravshan Irmatov (UZB) |
| 9 september 2009 «onderlinge duels» 22:15 (UTC+3) | Al-Shamrani 13' Al-Montashari 90+1' |       | 42' Jaycee John 90+3' Abdullatif | Koning Fahdstadion, Riyad Toeschouwers: 50.000 Scheidsrechter: Ravshan Irmatov (UZB) |

Bahrein kwalificeert zich voor de intercontinentale play-off.

## Intercontinentale play-off
De winnaar van deze ontmoeting speelde tegen het beste land uit de Oceanische zone. Dat was Nieuw-Zeeland geworden. De winnaar van deze ontmoeting op 10 oktober en 14 november 2009 (thuis- en uitwedstrijd) plaatste zich voor de eindronde.
|                                                  |         |       |               |                                                                                          |
| 10 oktober 2009 «onderlinge duels» 18:30 (UTC+3) | Bahrein | 0 – 0 | Nieuw-Zeeland | Bahrain National Stadium, Riffa Toeschouwers: 37.000 Scheidsrechter: Viktor Kassai (HUN) |
| 10 oktober 2009 «onderlinge duels» 18:30 (UTC+3) |         |       |               | Bahrain National Stadium, Riffa Toeschouwers: 37.000 Scheidsrechter: Viktor Kassai (HUN) |

|                                                    |               |       |         |                                                                                        |
| 14 november 2009 «onderlinge duels» 20:00 (UTC+13) | Nieuw-Zeeland | 1 – 0 | Bahrein | Westpac Stadium, Wellington Toeschouwers: 36.500 Scheidsrechter: Jorge Larrionda (URU) |
| 14 november 2009 «onderlinge duels» 20:00 (UTC+13) | Fallon 45'    |       |         | Westpac Stadium, Wellington Toeschouwers: 36.500 Scheidsrechter: Jorge Larrionda (URU) |

Nieuw-Zeeland wint over twee wedstrijden met 1–0 en kwalificeert zich voor het hoofdtoernooi.